# Jean-Paul II
Pour les articles homonymes, voir Jean-Paul II (homonymie).
Karol Józef Wojtyła (prononcé [ˈka.ɾɔl ˈju.zεf vɔi̯.ˈtɨ.wa] ), né le 18 mai 1920 à Wadowice (Pologne) et mort le 2 avril 2005 au Vatican, est un prélat polonais et saint de l'Église catholique. Il est successivement prêtre, évêque puis archevêque de Cracovie et cardinal, avant d'être élu pape le 16 octobre 1978 sous le nom de Jean-Paul II (en latin Ioannes Paulus II, en italien Giovanni Paolo II, en polonais Jan Paweł II). En qualité d'évêque de Rome, il est le 264e pape de l’Église catholique ainsi que le chef d'État du Vatican jusqu’à sa mort.
Étudiant polonais en philologie, il joue dans un groupe de théâtre antinazi et entre au séminaire clandestin en 1942. Ordonné prêtre en 1946 en Pologne communiste, il est envoyé pour des études à Rome, et de retour en Pologne, affecté auprès de la jeunesse à partir de 1949. Après sa thèse sur l'amour, particulièrement conjugal, il est nommé à l'université par le cardinal Sapieha. Il devient, en 1958, le plus jeune évêque polonais et s'oppose au matérialisme communiste, notamment en faisant construire une église à Nowa Huta, malgré l'opposition du pouvoir.
Pendant Vatican II, sa maîtrise des langues et de la théologie en font le porte-parole de l'épiscopat polonais, ce qui le fait remarquer par le futur Paul VI. Archevêque, puis cardinal en 1967 (le plus jeune), il se fait l'avocat des ouvriers face au régime communiste, défendant les droits de l'homme. S'intégrant à la Curie sous le pontificat de Paul VI, il reçoit des voix lors du conclave d'août 1978. À l'issue du conclave d'octobre 1978, qui fait suite à la mort subite de Jean-Paul Ier, il est élu, sur proposition du cardinal König. C’est le premier pape non italien depuis le pape néerlandais Adrien VI en 1522, ainsi que le premier pape polonais et slave de l’histoire du catholicisme.
En tant que pape, il s'oppose à l'idéologie communiste et par son action, notamment en Pologne, favorise la chute du bloc de l'Est. Sa volonté de défense de la dignité humaine le conduit à promouvoir les droits de l’homme, tant que cela concerne les pays communistes. Il améliore sensiblement les relations du catholicisme avec les juifs, les orthodoxes, les anglicans et les musulmans. Il est à l’origine de la première réunion internationale inter-religieuse d’Assise en 1986, réunissant plus de 194 chefs de religion.
Son pontificat (26 ans, 5 mois et 18 jours) est le troisième plus long de l’histoire catholique après ceux de saint Pierre (37 ou 34 ans selon la tradition, non documentée) et Pie IX (31 ans et 8 mois). Il a parcouru plus de 129 pays pendant son pontificat, plus de cinq cents millions de personnes ayant pu le voir durant cette période, et institué de grands rassemblements, comme les Journées mondiales de la jeunesse. Il a béatifié 1 340 personnes et canonisé 483 saints, soit plus que pendant les cinq siècles précédents.
Jean-Paul II est généralement considéré comme l’un des meneurs politiques les plus influents du XXe siècle. Plus encore, il est présenté de plus en plus comme le modèle de la nouvelle évangélisation, portée par l'ensemble de sa vision pastorale et incarnée jusque dans sa sainteté de vie. Béatifié en 2011 par son successeur le pape Benoît XVI, puis canonisé par le pape François en 2014, il est considéré comme saint par l'Église catholique et est fêté le 22 octobre, date de son intronisation pontificale.

## Jeunesse
Karol Józef Wojtyła naît à Wadowice, petite ville de Petite-Pologne, le 18 mai 1920 où réside une communauté juive importante qu'il côtoie quotidiennement.
Son père, Karol Wojtyła (né en 1879), est militaire de carrière. Sous-officier dans l'armée austro-hongroise, il devient, après l'indépendance de la Pologne en 1918, officier de l'armée polonaise. Il prend sa retraite en 1927 avec le grade de capitaine. Il épouse en 1906 Emilia Kaczorowska, de cinq ans sa cadette. Le couple a trois enfants : Edmund Antoni (né en 1906), Olga Maria (morte dès sa naissance, en 1916), et enfin Karol Józef (prénoms de son père et de l'ex-empereur Charles Ier d'Autriche) en 1920. Très tôt, le petit Karol perd sa mère, atteinte d'une infection rénale (1929), et son frère aîné, devenu médecin, emporté par la scarlatine (1932).

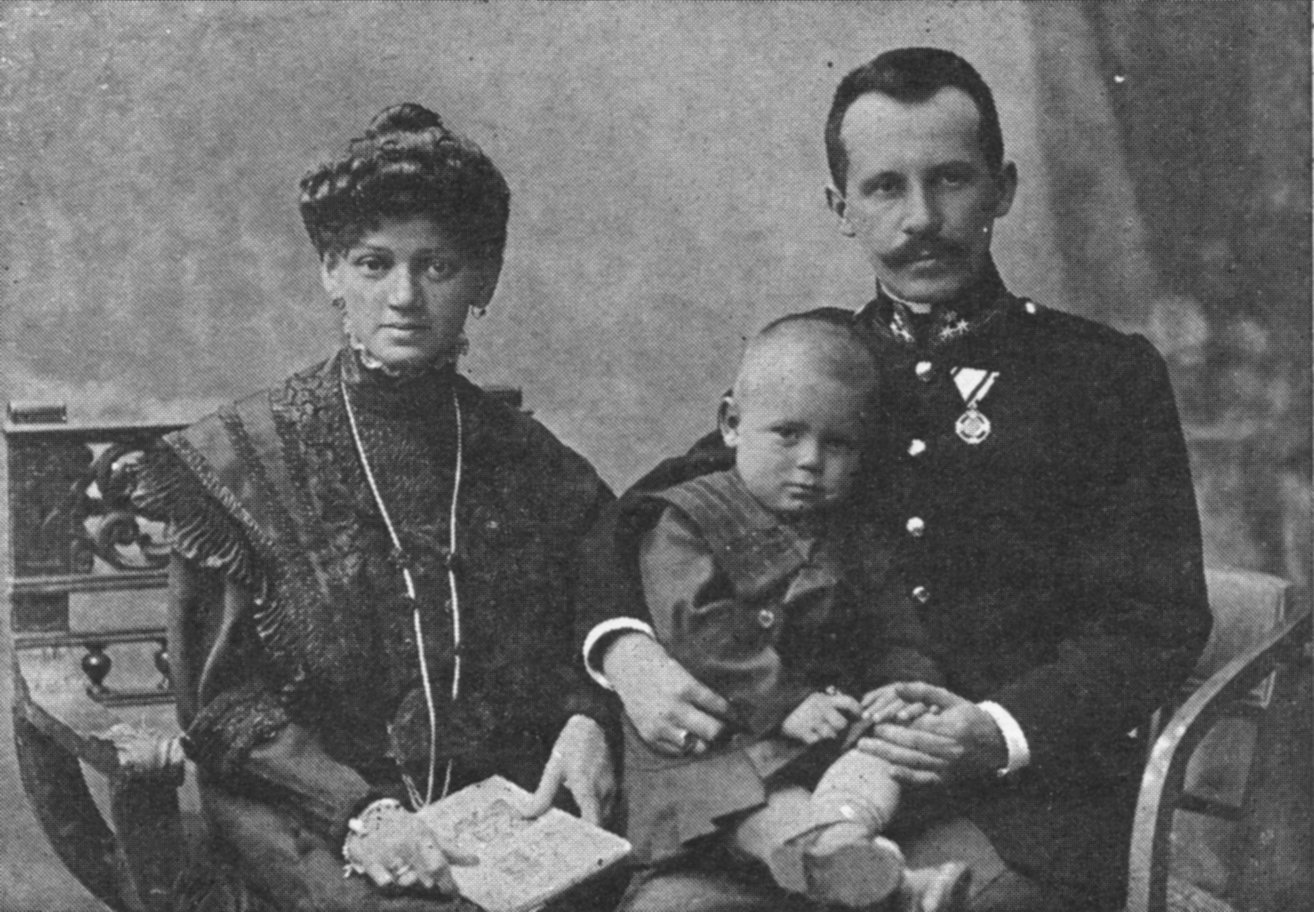
Les époux Wojtyła avec le petit Edmund.
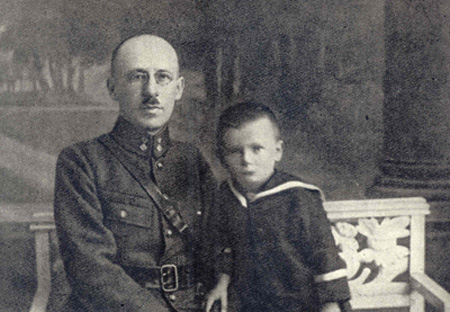
Karol Wojtyła père et fils.
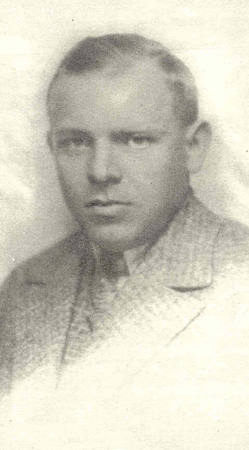
Edmund Wojtyła.

Adolescent, Karol Wojtyła est passionné de littérature et de théâtre. Il participe à des représentations théâtrales données par son lycée. Il se lie d'amitié avec deux actrices de sa troupe, Halina Krolikiewicz et Ginka Beer, joue dans de nombreuses pièces et obtient souvent les rôles principaux, remplaçant même au pied levé un acteur qui ne pouvait être présent. Il rencontre Mieczysław Kotlarczyk, professeur d'histoire au lycée des filles de Wadowice et passionné de théâtre qui, à partir de 1936, le forme à sa propre technique théâtrale, essentiellement fondée sur la force de la parole et du texte. Ils échangent sur la place de la langue dans la culture et l'identité polonaises et Karol lui écrit même après son départ de Wadowice. Karol Wojtyla a alors la volonté de devenir acteur et souhaite se consacrer au théâtre.
À quinze ans, il devient président d'une association de jeunes qui se consacre à la Vierge Marie. Le 6 mai 1938, Karol Wojtyła reçoit le sacrement de confirmation. son pére et lui quittent Wadowice, pour Cracovie. Il y suit des études de lettres à l’université Jagellonne. Il approfondit sa connaissance de l'étymologie, de la phonétique polonaise, du théâtre et de la poésie lyrique et se spécialise en philologie polonaise.
La défaite polonaise de 1939 entraîne le démembrement et l'occupation du pays par l'Allemagne nazie et l'URSS. Parmi d'autres mesures, l'occupant allemand impose la fermeture de l'université, et l'interdiction de fêter les saints polonais. Karol Wojtyła rencontre alors Jan Tyranowski, tailleur féru de spiritualité, homme de prière engagé dans sa paroisse. Une fois pape, Jean-Paul II dit de celui qui était devenu un proche qu'il était « l'un de ces saints inconnus, cachés comme une lumière merveilleuse au bas de la vie, à une profondeur où règnent habituellement les ténèbres ». Celui-ci lui propose de participer au Rosaire vivant, organisation catholique clandestine. Jan Tyranowski pousse les membres du Rosaire vivant à prier, à se former, à vivre en présence de Dieu et à faire que « chaque instant serve à quelque chose »,. Tyranowski conseille à Karol Wojtyła la lecture des écrits de saints de l'Ordre du Carmel, comme Jean de La Croix, Thérèse d'Avila et Thérèse de Lisieux.
Karol Wojtyła continue à être acteur dans des pièces de théâtre. Il écrit aussi trois pièces, David, Job et Jérémie. Dans ces pièces on peut voir des parallèles entre le destin de la Pologne et d'Israël. Le théâtre est conçu par Karol Wojtyła comme un moyen de résistance et de défense de la patrie polonaise contre l'occupant nazi. Karol Wojtyła donne des représentations clandestines avec des amis : c'est le théâtre surnommé Studio 39.
Pendant l'automne 1940 dans la carrière de Zabrziwek, il découvre la réalité du travail manuel, puis, en octobre 1940, il se fait embaucher en tant qu'ouvrier dans l'usine chimique Solvay, ce qui lui permet d'échapper au service obligatoire allemand. Cette expérience marque durablement sa vie : « Cette expérience de la vie ouvrière avec tous ses aspects positifs et ses misères, aussi bien qu'à un autre niveau, les horreurs de la déportation de mes compatriotes polonais dans les camps de la mort, ont profondément marqué mon existence ».
Le 16 février 1941 survient le décès de son père, dernier membre vivant de sa famille.
En juin 1941, l'Allemagne nazie déclare la guerre à l'URSS et toute la Pologne passe sous le joug nazi.
En juillet 1941, son ancien professeur de théâtre Mieczysław Kotlarczyk rejoint Cracovie avec son épouse. Ils sont hébergés dans l'appartement de Karol Wojtyła. Un mois plus tard, avec un groupe d'acteurs incluant Karol Wojtyła, Kotlarczyk fonde le « théâtre rhapsodique ». Ce style théâtral, d'une grande sobriété de moyens, met en exergue le texte à travers un art déclamatoire très travaillé. Pour Kotlarczyk, la tension dramaturgique provient de la « parole » exprimée et reçue, plus que d'une mise en scène spectaculaire. Ce travail sur la puissance, en soi, de la parole, influence profondément Karol Wojtyła dans son apostolat de prêtre, puis d'évêque et de pape.
L'éradication de la culture polonaise est un des moyens utilisés par les nazis pour supprimer toute résistance à long terme dans le pays. Le théâtre rhapsodique fait dès lors partie d'un vaste mouvement de résistance culturelle clandestine, baptisé Unia. L'Unia a aussi une branche militaire. Mais Karol Wojtyła refuse d'entrer dans la résistance armée, préférant des moyens plus pacifiques, comme le combat culturel et la prière,. La troupe du « Théâtre rhapsodique » se produit dans la clandestinité, les acteurs risquant le peloton d'exécution s'ils se font prendre.
Au cours de l'automne 1942, après un long temps de réflexion, il décide de devenir prêtre, et entre au séminaire clandestin de Cracovie,.

## Séminariste sous l'occupation

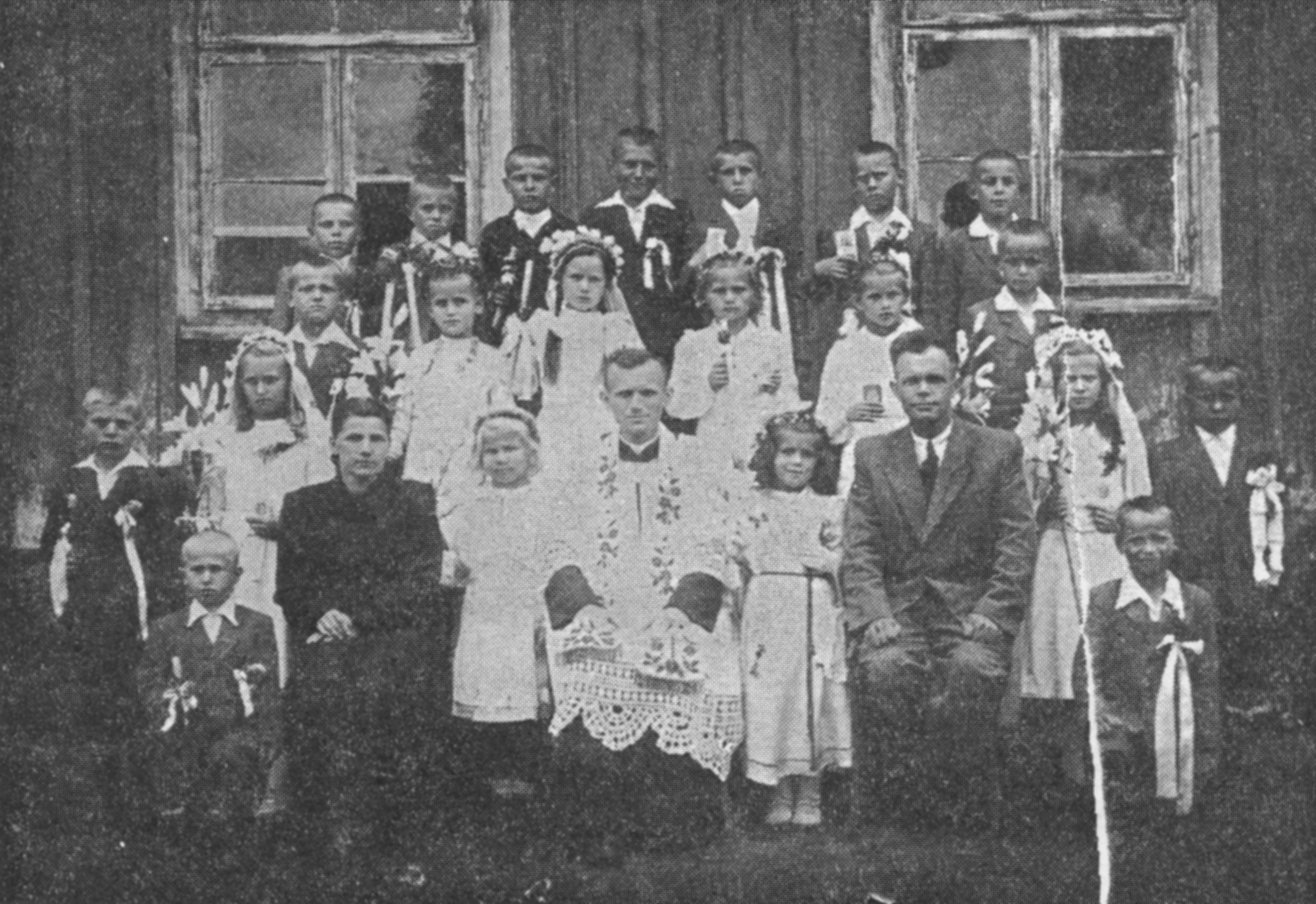
L'abbé Wojtyła, vicaire à Niegowic (1948).

Karol Wojtyła est accepté au séminaire clandestin qu'Adam Stefan Sapieha, archevêque de Cracovie, a organisé malgré l’interdiction allemande de former de nouveaux prêtres, en octobre 1942. Chaque étudiant est suivi par un professeur ; les cours ont lieu dans des églises ou chez des particuliers. Karol travaille comme ouvrier la journée et étudie le soir. Il lit alors le Traité de la dévotion à la Très Sainte Vierge Marie, de saint Louis-Marie Grignion de Montfort. La lecture de Louis-Marie Grignion de Montfort a eu un grand impact dans sa vie, (sa devise en tant qu'évêque puis pape « Totus Tuus », est issue de la lecture du Traité de la dévotion à la très Sainte Vierge Marie). Ses armoiries comportent un écu d'azur à la croix d'or accompagné dans le canton en pointe senestre de la lettre M, en hommage à la Vierge Marie. Il s'initie aussi à la philosophie, et notamment à la métaphysique. Celle-ci, dans un premier temps, le déroute. Mais au bout de deux mois de travail intensif, il y trouve les raisons profondes de son existence et la confirmation de ses intuitions sensibles. Il restera toute sa vie passionné de philosophie.
Le 29 février 1944, il frôle la mort. Il est renversé par une voiture et se retrouve pendant quinze jours à l'hôpital, victime d'un traumatisme crânien.
Le 6 août 1944, Hitler décide de réprimer l'insurrection de Varsovie. Karol Wojtyła échappe à une rafle qui a lieu dans son immeuble, restant silencieusement en prière dans son appartement situé en sous-sol,. Menacé par la répression, il trouve refuge au palais épiscopal où Sapieha décide de cacher les séminaristes. Il ne sort que très rarement du palais épiscopal et avec de faux papiers. Il ne retrouve sa liberté de mouvement que le 17 janvier 1945, à la suite de la libération de Cracovie par l'Armée rouge. L'armée soviétique salue l'attitude de l'archevêque face aux nazis.
Le 28 janvier 1945 en plein hiver, dans la gare de Jędrzejów, le jeune séminariste donne son manteau à Edith Zierer, qui gît exténuée et affamée,. Elle vient d'un camp nazi près de Częstochowa, où les Juifs fabriquaient des munitions pour les nazis et qui a été libéré par les Russes. Elle est vêtue de son uniforme de prisonnière portant son numéro de matricule. Il lui offre un sandwich et du thé. Elle lui explique qu'elle veut se rendre à Cracovie, où elle pense trouver ses parents. Il la porte sur son dos pendant trois kilomètres jusqu'à une autre gare. Elle sera sauvée. Plus tard, elle émigre en Israël et fonde une famille,,. Edith Zierer se rend à l'audience de Jean-Paul II au Vatican en 1998. Elle le revoit l'année 2000 au mémorial Yad Vashem à Jérusalem,. Elle lui dit alors en polonais : « Kto ratuje jedno życie – ratuje cały świat » (« Qui sauve une vie sauve le monde »).
B'nai B'rith et d'autres autorités disent que Jean-Paul II a protégé des Juifs contre les nazis. Durant l'occupation nazie de la Pologne, une famille juive envoie son fils Stanley Berger dans une famille de Gentils à la campagne. Les parents de Berger meurent exterminés par les nazis et, après la guerre, ses nouveaux parents demandent à Wojtyła de le baptiser ; celui-ci refuse, arguant que le garçon devait grandir dans la foi juive de ses parents et de son peuple. Il fait alors l'impossible pour que Stanley Berger quitte la Pologne et aille aux États-Unis. En avril 2005, peu après la mort de Jean-Paul II, le gouvernement israélien crée une commission pour honorer le legs du pape. Emmanuele Pacifici, représentant de la communauté juive italienne, propose pour lui la médaille des Justes. Dans son dernier livre, Jean-Paul II décrit les 12 années de l'ère nazie sous le terme de « bestialité », citant le théologien et philosophe Konstanty Michalski. Jean-Paul II est aussi un ami d'Ariel Sharon.
Karol Wojtyła séminariste étudie particulièrement la théologie de Jean de La Croix, de Thérèse d'Ávila et de Thérèse de Lisieux. Il pense d'ailleurs un temps à devenir carme, mais y renonce,. En 1946, Sapieha, qui vient d'être nommé cardinal, décide de l'envoyer compléter sa théologie à Rome. Il avance la date de son ordination pour faciliter son départ. Karol Wojtyła est ordonné prêtre lors de la Toussaint, le 1er novembre 1946. Il a 26 ans.

## Ministère de prêtre
Karol Wojtyła poursuit ensuite sa formation à l’Angelicum de Rome, université alors dirigée par les dominicains, adeptes de la néoscolastique traditionaliste, et où les cours sont dispensés en latin. Il y reste deux ans, pour préparer une thèse de doctorat en théologie sur « La foi dans la pensée de saint Jean de la Croix »,, sous la direction de Réginald Garrigou-Lagrange, strict thomiste. Il loge dans le collège belge, où il apprend le français. Pour les besoins de sa thèse, il apprend aussi l'espagnol. Mais il n’imprime pas ce travail et, finalement, obtiendra l’habilitation à l’université Jagellone grâce à un travail sur Max Weber. C’est ainsi qu’il deviendra aumônier des étudiants de Cracovie puis professeur de philosophie morale.
Le cardinal Sapieha lui demande de visiter l'Europe pendant ses vacances afin d'y étudier les méthodes pastorales. Il voyage alors en France et en Belgique. Pendant ce séjour, il découvre la réalité du début de la déchristianisation de la France mais aussi les nouvelles méthodes pastorales. Il rencontre le théologien Henri de Lubac et observe l’expérience des prêtres-ouvriers. En Belgique, il rencontre l’abbé Joseph Cardijn, fondateur de la Jeunesse ouvrière chrétienne. À son retour en Pologne, il publie dans la revue catholique de Cracovie son impression positive sur les nouvelles formes d'évangélisation en France, pays d'une « magnifique culture intellectuelle catholique », mais pays de mission ayant de nombreux incroyants. Il voit alors la nécessité de s'adapter aux situations nouvelles liées à la disparition d'une foi plus traditionnelle et observe avec intérêt les nouvelles formes d'évangélisation, qui « montrent de nouvelles voies, de nouvelles méthodes pour le travail apostolique » : une nouvelle évangélisation.

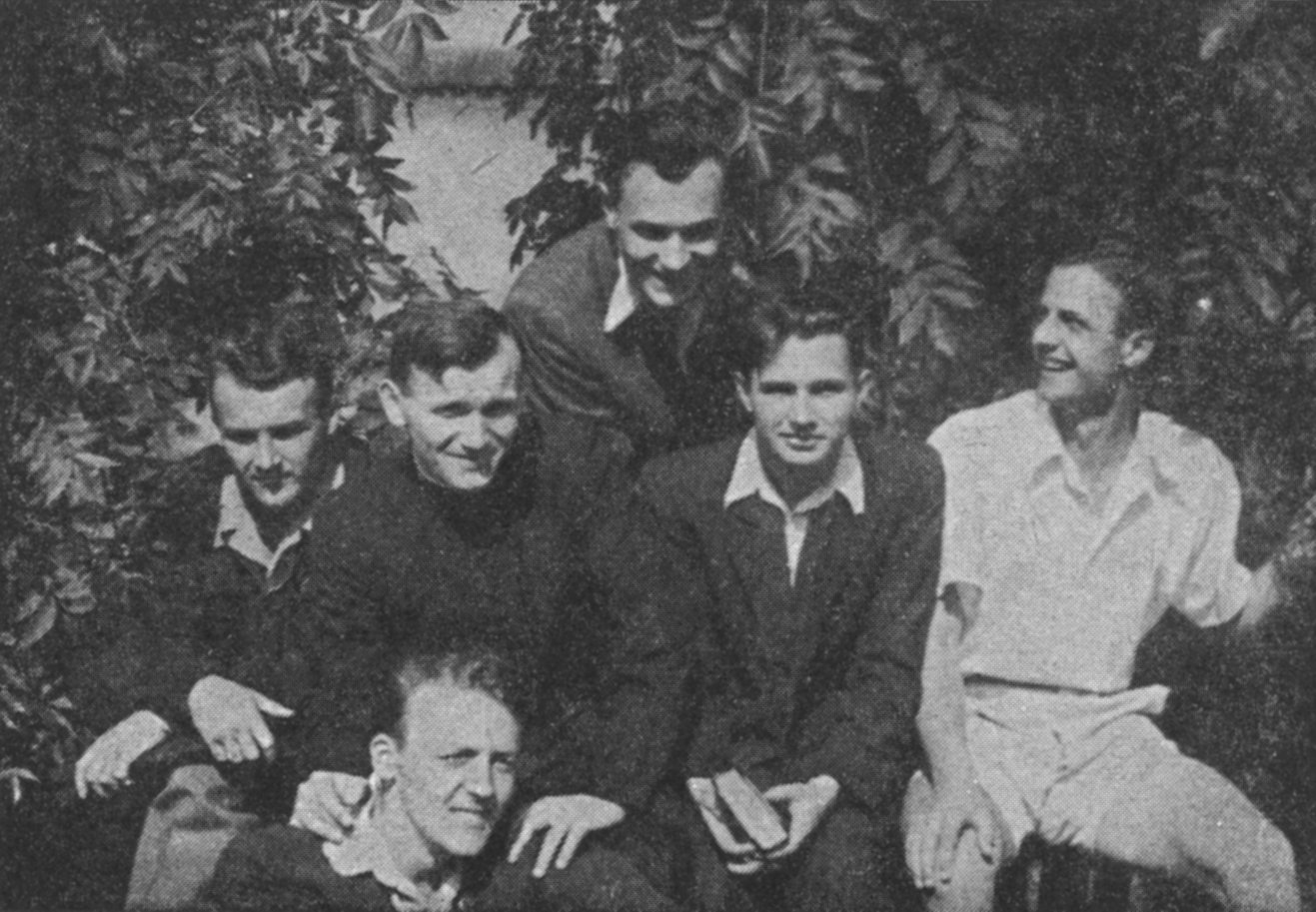
Karol Wojtyła, jeune prêtre, entouré de ses étudiants à Cracovie (1950).

En juin 1948, il est envoyé à Niegowić, un petit village de la campagne galicienne à cinquante kilomètres de Cracovie. Il y découvre le développement du stalinisme en Pologne. Il lit Lénine et Karl Marx, afin de mieux comprendre la logique communiste. Il défend cette conception : « Le socialisme n'est pas contraire aux enseignements de l'Église, mais les méthodes des communistes sont contre l'Église. Le communisme prétend imposer aux gens des conceptions matérialistes, il torture la nation ». Face aux pressions faites par le régime communiste, Karol Wojtyła conseille de ne jamais résister, affirmant que « les choses mauvaises doivent être vaincues par la bonté. Nous devons montrer le bon exemple, faire preuve d'humilité ».
Le cardinal Sapieha le nomme en mars 1949 à la paroisse universitaire Saint-Florian de Cracovie. Pendant cette période il découvre « l'importance fondamentale de la jeunesse »,. Il encadre alors un groupe de jeunes, à qui il donne des conférences.
Il apprend avec eux, fait du ski avec eux et organise une nouvelle forme d'évangélisation. Il organise des excursions, composées de temps de réflexion, de prière et de sport, ceci deux fois par an pendant quinze jours. Il célèbre la messe sur un canoë, chose assez rare avant le concile Vatican II, et s'habille en civil, afin de ne pas se faire repérer par le régime communiste. Au cours de ces excursions, il écoute et discute beaucoup avec des jeunes, souvent fiancés, avec qui il parle des différents aspects de la vie conjugale. Il innove en discutant ouvertement de la sexualité. Il invite hommes et femmes « à apprendre à être ensemble avant de s'engager dans une relation plus intime. Ils devraient apprendre à se comporter l'un vis-à-vis de l'autre, à être patients, à s'entendre, à se comprendre mutuellement ». Il développe une réflexion profonde sur la vocation du mariage, qui restera toute sa vie l'une des grandes thématiques de son enseignement.

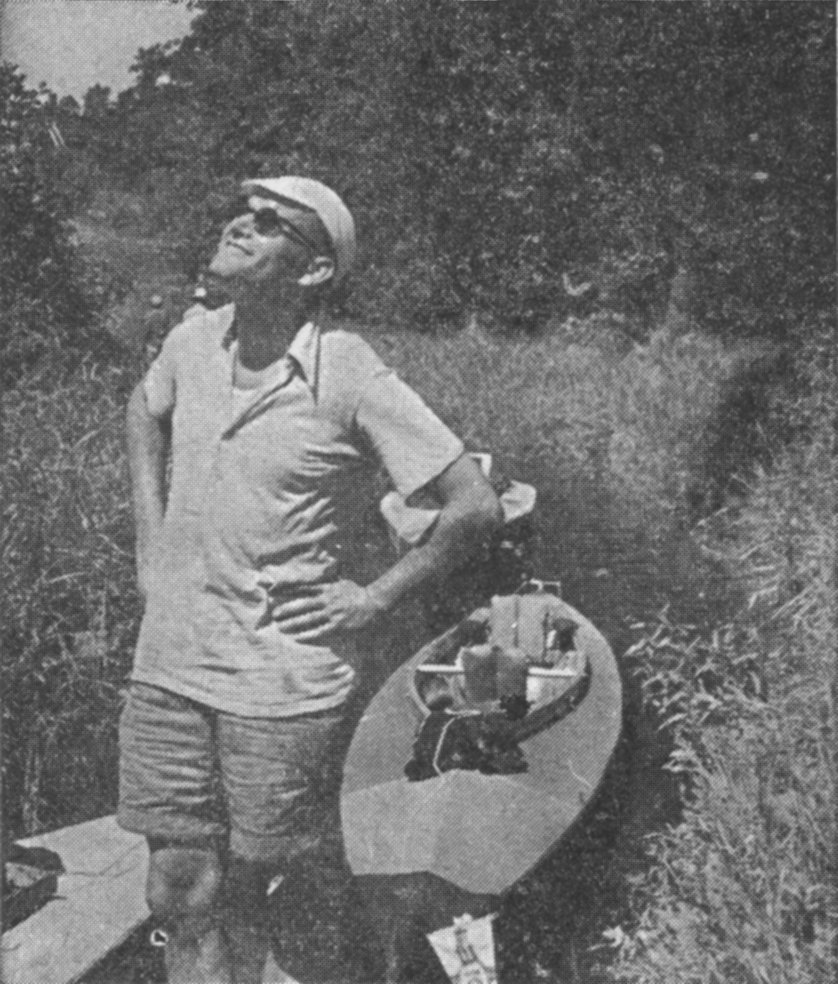
Karol Wojtyła pendant une excursion.

Il est nommé à l'université par le cardinal Sapieha contre sa volonté. Il étudie alors pour rédiger une thèse de philosophie. Il se spécialise en éthique et précisément sur la question de l'amour en général et de l'amour conjugal. Il étudie la philosophie de saint Thomas d'Aquin et les phénoménologues, dont Edith Stein, et sa thèse porte sur le phénoménologue Max Scheler. Il apprend l'allemand, afin de mieux comprendre Scheler. Il obtient son doctorat de philosophie en 1953. Il continue cependant ses excursions avec les jeunes pendant l'été.
En 1953, il occupe la chaire de théologie morale et éthique sociale de la Faculté de théologie de l'université Jagellonne. Il écrit des poèmes sous le pseudonyme d'Andrzej Jawień. Le régime soviétique accentue alors sa répression, développant un culte de la personnalité autour de Staline. Des personnalités catholiques comme le cardinal Stefan Wyszyński sont emprisonnées en septembre 1953. Le prêtre responsable du Rosaire Vivant est condamné à mort. L'enseignement catholique est interdit dans les écoles, et la faculté de théologie de l'université Jagellonne, où enseigne Karol Wojtyła, est fermée en octobre 1954. Après la mort de Staline, les relations deviennent plus libres. Des manifestations en faveur de la liberté religieuse ont lieu et le cardinal Wyszyński est libéré en 1956. En 1954, Karol Wojtyła est nommé professeur d'éthique à l’université catholique de Lublin. Il fonde dans cette ville un Institut de morale dont il conserve la direction jusqu’en 1978.
Karol Wojtyła participe alors secrètement autour du doyen et des professeurs de philosophie à des réunions afin de discuter de la situation de l'Église et de la nation. Ensemble, ils développent des moyens subtils afin de saper le communisme de l'intérieur, spirituellement et philosophiquement. Karol Wojtyła critique le communisme, considérant que l'éthique marxiste ne permet pas d'appréhender la réalité de l'homme en tant que tel. Ainsi il estime que les marxistes « considèrent l'homme comme quelque chose qui peut être créé dans le communisme - mais il n'y a pas de place pour l'individu, pour l'essence de l'homme. Parce que l'essence de l'homme s'incarne en chaque individu ». Karol Wojtyła estime aussi que l'approche chrétienne de la vie et de la société est extrêmement réaliste, alors que l'approche marxiste finit par « être purement idéaliste, faute d'être concrète ». Face à cette opposition, il ne cherche jamais à développer un affrontement armé ou violent avec les communistes. Il cherche ainsi à fuir les problèmes politiques et les conflits, afin de ne pas gaspiller de temps, et concentre son activité au développement de la connaissance, afin de se consacrer à un travail positif. Ainsi on ne trouve pas de réaction officielle du futur pape lors du soulèvement de Poznań en 1956.

## Évêque à Cracovie

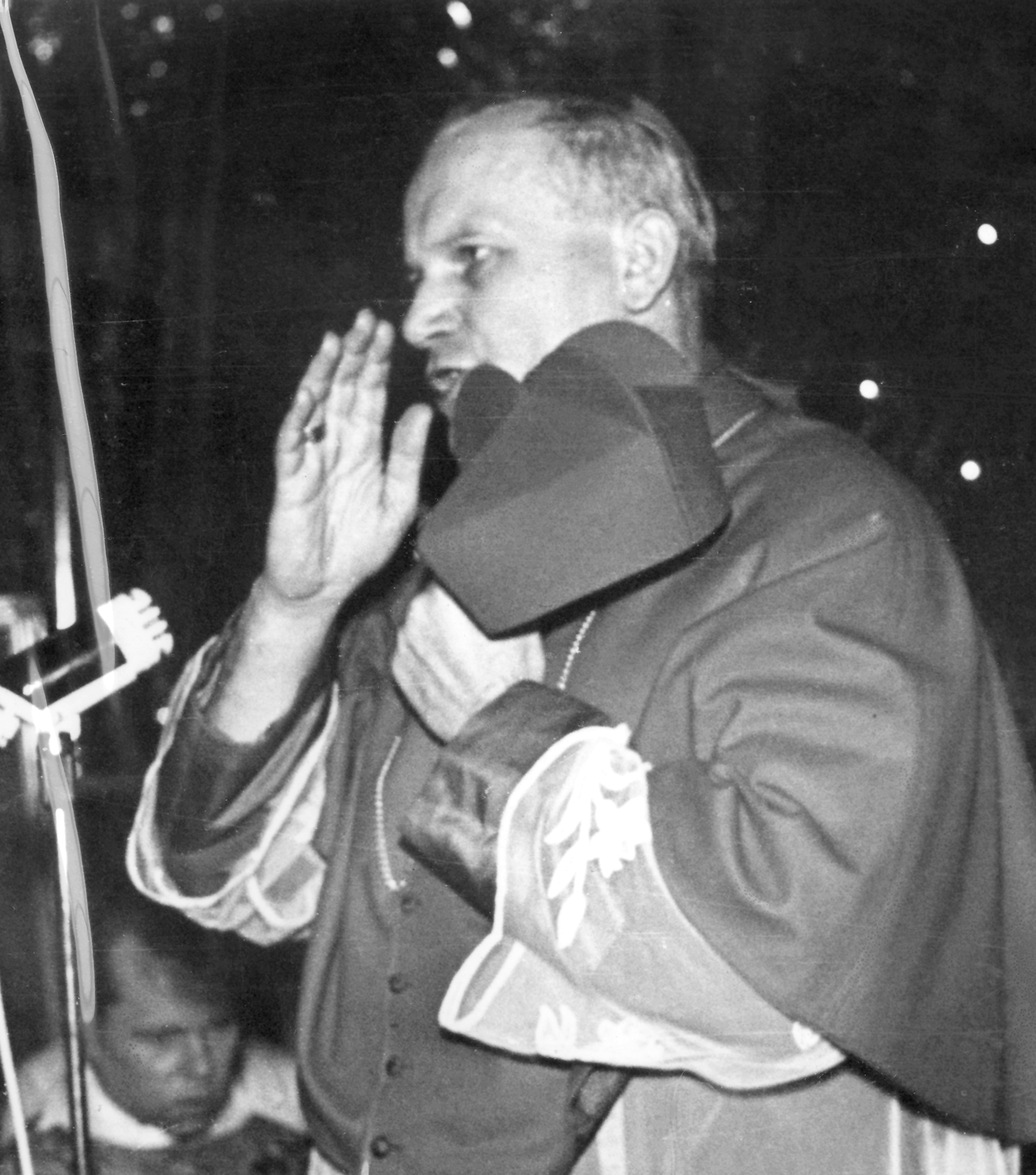
Visite de l'église de la Visitation de la Bienheureuse Vierge Marie à Cracovie début juin 1967, peu de temps avant d'être créé cardinal.

Le 4 juillet 1958, le pape Pie XII le nomme évêque auxiliaire de Cracovie. Ordonné évêque le 28 septembre 1958 à 38 ans, Karol Wojtyła est le plus jeune évêque de la république populaire de Pologne. Cette nomination est validée par le régime communiste, car Karol Wojtyła est considéré comme une personne qui ne s'intéresse pas aux débats politiques, contrairement au cardinal Stefan Wyszyński. Le régime communiste voit dans le nouvel évêque un moyen de contrer et de diviser l'épiscopat polonais.
C’est à cette époque qu’il choisit sa devise « Totus tuus » (« tout à toi »), inspirée de la spiritualité de Louis-Marie Grignion de Montfort et illustration de sa dévotion à la Vierge Marie.
En tant qu'évêque auxiliaire il est responsable de la pastorale des étudiants. Il continue alors d'enseigner la morale à la faculté de théologie. Il enseigne principalement saint Thomas d'Aquin, Scheler, Husserl, Heidegger, Ingarden. Il tente de concilier dans sa réflexion, mais aussi dans les articles qu'il publie, la philosophie de saint Thomas avec la phénoménologie. Il considère que la phénoménologie propose des outils mais qu'il lui manque une vision générale du monde propre au thomisme.
Il continue ses activités littéraires, donnant même en 1960 une pièce de théâtre, La Boutique de l’orfèvre, dont le sous-titre est : « Méditation sur le sacrement de mariage qui, de temps en temps, se transforme en drame », puis en 1964, une dernière pièce, Rayonnement de la paternité, sous-titrée : « Un mystère ». Il collabore aux revues Znak et Tygodnik Powszechny, signant ses poèmes du pseudonyme « Andrzej Jawień ».
En 1962, l'administrateur apostolique de Cracovie, Eugeniusz Baziak, meurt. Karol Wojtyła est alors nommé pour le remplacer le 13 janvier 1964, devenant ainsi le plus jeune administrateur de diocèse en Pologne.
Pendant plus de vingt ans, Karol Wojtyła défend les paroissiens de la ville nouvelle de Nowa Huta, cité communiste modèle, privée initialement de lieu de culte. Il soutient la construction d'une église en célébrant des messes de Noël en plein air. Paul VI lui offre une pierre de l'ancienne basilique vaticane, qui devient la première pierre de l'église de l'Arche du Seigneur (de), inaugurée en 1977.

## ConcileVaticanII
Peu de temps après sa nomination comme évêque, le nouveau pape Jean XXIII décide d'ouvrir le IIe concile œcuménique du Vatican. L'évêque Karol Wojtyła est alors invité à participer au concile. La phase préparatoire se déroule du 2 janvier 1959 au 11 octobre 1962. Dans la réponse au questionnaire pour le concile Vatican II, Karol Wojtyła demande que le concile se prononce clairement sur « l'importance de la transcendance de la personne humaine face au matérialisme croissant de l'époque moderne ». Il souhaite que soit renforcé le rôle des laïcs dans l'Église, mais aussi le dialogue œcuménique et le célibat des prêtres qu'il défend,. Même s'il n'a jamais joué un rôle essentiel au cours du concile, sa position semble s'être progressivement renforcée au fil du concile au sein de la délégation des évêques polonais.
En effet, dès la première session du concile du 11 octobre au 8 décembre 1962 Karol Wojtyła, parlant le français, l'anglais, l'allemand, le polonais, le russe, l'espagnol, l'italien et le latin, devient progressivement le porte-parole de la délégation polonaise. Cette délégation étant la plus importante du monde communiste, elle jouit d'une certaine autorité sur les questions concernant la vie de l'Église au sein du bloc de l'Est. Au fil des débats, Karol Wojtyła se lie d'amitié avec des évêques africains, qu'il sent animés d'une foi jeune, vivante, mais aussi avec les évêques allemands. Il croise des théologiens tels que Hans Küng et Joseph Ratzinger. La nomination de Karol Wojtyła comme archevêque en 1964, lui permet d'avoir une plus grande stature au sein de la délégation.
Il participe de manière active au Schéma XIII du concile Vatican II, contribuant principalement au développement de l'exhortation sur l'Église dans le monde de ce temps. Lors du concile Vatican II, deux tendances s'affrontent sur la conception de l'athéisme, souvent liée à la représentation existante du marxisme. Karol Wojtyła ne prend jamais ouvertement position pour l'une d'entre elles, mais défend sa conception face à l'athéisme, lors d'une tribune le 21 octobre 1964 : « Nous poursuivons une quête en même temps que nos frères humains… Évitons de faire de la morale ». Il invite l'Église à employer la méthode heuristique, exactement « comme on aide l'élève à découvrir la vérité par lui-même ». Karol Wojtyła demande alors de considérer l'athéisme, non dans sa composante sociologique ou politique, mais avant tout dans son état intérieur de la personne humaine. Ainsi lors de son intervention du 28 septembre 1965, il déclare : « L'athée croit fermement à son « ultime solitude », parce qu'il croit que Dieu n'existe pas. D'où son désir de se rendre d'une certaine manière immortel, à travers la vie de la collectivité. Nous devons donc nous demander pourquoi le collectivisme favorise l'athéisme et vice versa ».
Le 30 novembre 1964, Paul VI reçoit pour la première fois Karol Wojtyła lors d'une audience privée. Le pape avait suivi ses interventions lors du concile, et il lui apparaissait comme la figure la plus marquante parmi la délégation polonaise, celle d'un évêque attaché à la tradition mais recherchant résolument le renouveau de l'Église, défendant l'autorité de l'Église sans étroitesse d'esprit, tout en étant doté d'une volonté de mettre la personne humaine et son salut au cœur des préoccupations.
À la fin du concile, les évêques polonais envoient une lettre aux évêques allemands, appelant à la réconciliation des deux nations. La dernière phrase « Nous pardonnons et implorons le pardon », est vivement critiquée par le régime politique polonais, qui stigmatise l'attitude des évêques et leur manque de patriotisme. L'objectif était de favoriser la réconciliation entre les deux nations et d'éviter les revendications de territoire entre celles-ci, tout en n'oubliant pas la réalité des tensions historiques entre les deux pays, liées aux guerres et aux camps de concentration.

## Archevêque

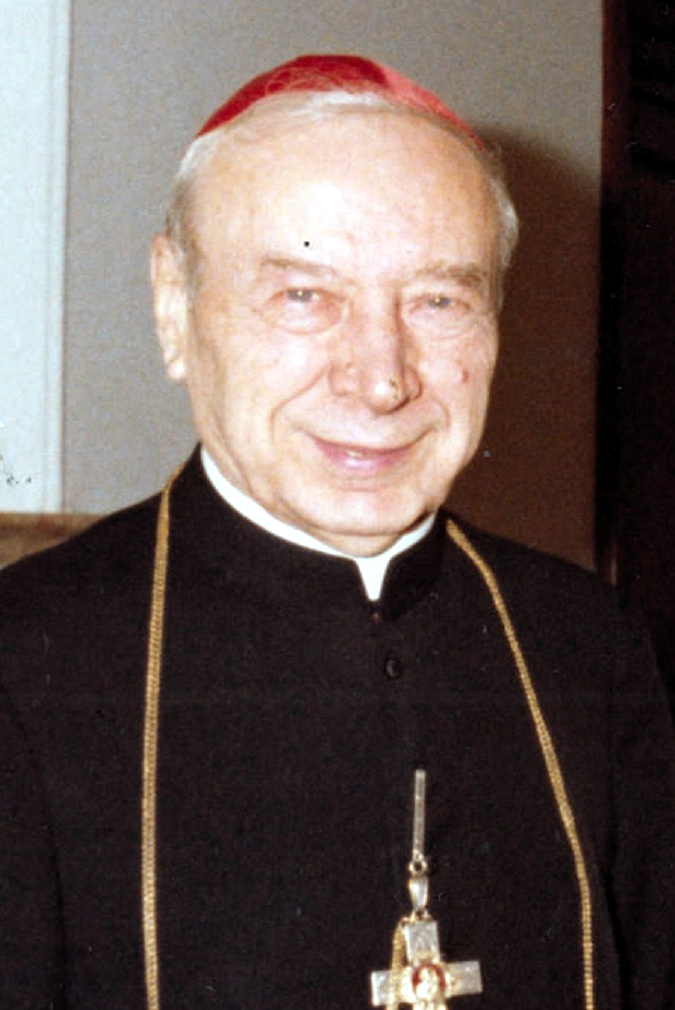
Le cardinal Stefan Wyszyński.

Paul VI le nomme archevêque de Cracovie le 30 décembre 1963 au côté du Cardinal Wyszyński, primat de Pologne, et figure de proue de l’épiscopat polonais dans la résistance au communisme. Il entre en fonction le 13 janvier 1964. Cette nomination continue à être soutenue par le régime communiste, qui considère toujours Karol Wojtyła, du fait de son absence d'implication dans les débats politiques, comme un allié face au cardinal Wyszyński,. Cette nomination intervient alors même que le cardinal Wyszyński voulait promouvoir d'autres personnes à ce poste. Ce titre posa des problèmes à Karol Wojtyła qui craignait que le pouvoir communiste utilise et développe une concurrence entre les deux archevêques de Pologne. Wojtyła choisit alors de soutenir inconditionnellement le cardinal Wyszyński,. Il est secrètement convoqué par le régime communiste. Il décide en juillet 1965, sans l'en avertir, de reprendre et de défendre les conceptions du cardinal Wyszyński sans montrer la moindre divergence avec lui. Ainsi Wojtyła refuse de participer au premier synode des évêques, qui a lieu à Rome, car le cardinal Wyszyński n'est pas autorisé par le régime à y participer. Karol Wojtyła est alors mis sous écoute et espionné par le pouvoir en place ; il est parfois suivi lors de ses déplacements.

### Célébration duMillénaire
En 1966, l'archevêque Wojtyła organise la célébration du millénaire de la Pologne, lié à la commémoration du baptême de Mieszko Ier de Pologne, le 4 avril 966. Il préside plus de cinquante messes d'anniversaire, dont une messe pontificale au nom du pape Paul VI, qui n'est pas autorisé à entrer en Pologne, au sanctuaire Jasna Góra de Częstochowa, haut lieu du catholicisme polonais. L'objectif de la célébration du millénaire de la Pologne est aussi de mettre en avant l'héritage profondément chrétien du pays alors même que le gouvernement communiste promeut l'athéisme.

### Amour et responsabilité
En 1962, il publie Amour et responsabilité dans lequel il développe une conception philosophique et chrétienne de l'amour et de la sexualité.

## Cardinal
Paul VI le crée cardinal de San Cesareo in Palatio, titre cardinalice de l'église de San Cesareo de Appia à Rome, dédiée au Saint Césaire de Terracina, le 26 juin 1967. Il est alors, à 47 ans, le plus jeune de tous les cardinaux vivants. À la suite de cette nomination, il passe deux mois par an au Vatican. Il y devient membre de quatre congrégations : celle pour le clergé, pour l'éducation catholique, pour le culte divin, et pour les Églises orientales. Paul VI le nomme aussi consulteur du Conseil des laïcs.

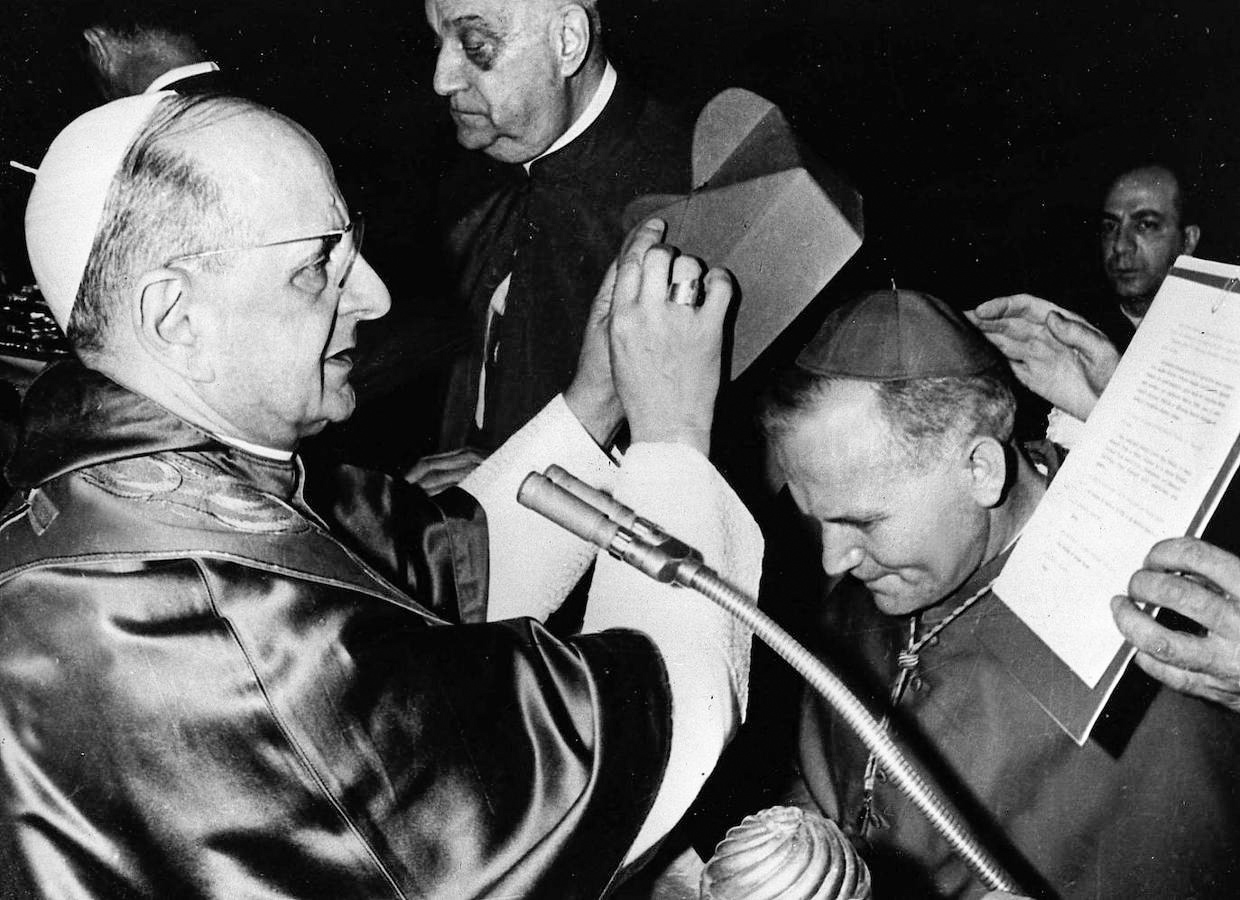
Remise de la barrette cardinalice à Karol Wojtyła par le pape Paul VI le 26 juin 1967.

Au printemps 1968, une révolte des étudiants polonais éclate face à la censure du régime communiste. Celui-ci accuse les Juifs d’être responsables de la révolte. Karol Wojtyła prend alors publiquement la défense des étudiants et invite, à une conférence organisée à l’archidiocèse de Cracovie, le philosophe juif Roman Ingarden, montrant ainsi son soutien à la communauté juive. L'année suivante il visite officiellement une synagogue, affichant une nouvelle fois sa solidarité envers la communauté juive.
Au cours de ces années, Karol Wojtyła organise l'aide secrète à l'Église de Tchécoslovaquie, en grande partie détruite par le régime communiste. Il ordonne alors secrètement des prêtres à Cracovie. Après la mort de l'évêque tchèque Štěpán Trochta en 1974, le pouvoir interdit à Karol Wojtyła de venir célébrer les obsèques. Néanmoins, il salue publiquement la figure héroïque du défunt.
Les ouvriers de Pologne se révoltent en 1970 face à l’augmentation des prix. La répression du régime entraîne la mort d'une quarantaine de personnes. Le cardinal Wojtyła, tout en se défendant de vouloir agir politiquement, prend la défense des ouvriers. Il tente d'éviter le durcissement des conflits.
Une nouvelle révolte éclate le 25 juin 1976. Des ouvriers manifestent dans la rue. Karol Wojtyła prend la défense des droits de l’homme, affirmant, lors de l’homélie de la veille du jour de l’an, qu’il défendait « le droit de manger à sa faim, le droit à la liberté… une atmosphère d’authentique liberté sans contraintes… que rien ne menace ». Il critique plus tard ouvertement la censure et les obstacles à la pratique du catholicisme. Cette défense des droits de l’homme se fait de plus en plus ouvertement. Il va jusqu’à affirmer en 1977 que « les droits de l’homme ne peuvent être accordés sous la forme de concessions. Ce sont des droits innés, qu’il s’efforce de concrétiser au cours de sa vie. Et s’il ne peut pas les réaliser, les vivre pleinement, l’homme se révolte. Et il ne peut en être autrement, car il est homme, son sens de l’honneur l’exige ». Cette défense des droits de l’homme va de pair pour le cardinal Wojtyła avec la défense et la reconnaissance de la nation. Il rejette la conception d’une nouvelle Pologne rattachée au mouvement communiste international et qui oublierait l’histoire et l’héritage du pays.
Parallèlement à ces prises de positions publiques, le cardinal encourage l’émergence du réseau d’intellectuels clandestins Odrodzenie (Renaissance), dialoguant fréquemment avec eux.
Le cardinal Wojtyła participe aussi à des congrès internationaux, invité par la philosophe américaine Anna-Teresa Tymieniecka, tant à Naples où il débat avec des phénoménologues sur la place de l'auto-détermination (1974), qu'à Harvard où il participe à une conférence en 1976. Ces voyages lui permettent de rencontrer l'épiscopat américain, et d'acquérir progressivement une stature internationale.
Selon une enquête journalistique, relayée par la chaine de télévision TVN, Karol Wojtyła était informé d'abus sexuels sur mineurs par des prêtres de son diocèse, sans pour autant intervenir. Pour Thomas Patrick Doyle, auteur d'un rapport sur des prêtres pédophiles aux États-Unis, « Il devait savoir mais il n’y avait pas de preuves. Et là, on a une preuve ».

### Humanæ Vitæ
Dès la fin du concile Vatican II, le pape Paul VI nomme Karol Wojtyła membre de la commission sur les questions de la contraception et de la sexualité. Le cardinal polonais joue un rôle important dans le groupe qui conseille Paul VI sur le thème de la contraception juste avant l'encyclique Humanæ Vitæ, publiée en 1968. Il reprend la conception de la sexualité qu'il avait développée au début de son ministère de prêtre. Il préside une commission d'étude dans son diocèse. Celle-ci est composée de laïcs et de membre du clergé. Il envoie directement au pape Paul VI le fruit de ses réflexions. Lors de la publication d’Humanæ Vitæ, Karol Wojtyła se dit très satisfait d'avoir « aidé le pape ». Un prêtre du diocèse de Cracovie affirme que près de soixante pour cent de l'encyclique provient du rapport de Wojtyła.

### Synode diocésain
Une de ses initiatives originales, en tant qu’archevêque de Cracovie, est l'ouverture, en 1972, d’un synode pastoral visant à partager la collégialité de Vatican II avec les prêtres et fidèles de l’archidiocèse,. Plus de 500 groupes d’études, composés de fidèles de toutes conditions, vont approfondir régulièrement les textes de Vatican II. Ce sont en tout plus de onze mille personnes qui étudient ainsi les enseignements du concile. Ce synode de Cracovie se poursuit jusqu’en 1979 et contribue à mettre en pratique les principes du concile dans l’archidiocèse,,.

### Synode des évêques
Karol Wojtyła participe aux synodes des évêques de 1969 sur la collaboration des épiscopats nationaux avec le siège apostolique (Ire Assemblée générale extraordinaire), puis à celui de 1971 sur le sacerdoce et la justice dans le monde (IIe Assemblée générale ordinaire). Il est, en 1974, le rapporteur du synode sur l'évangélisation dans le monde contemporain (IIIe Assemblée générale ordinaire).
Paul VI reçoit souvent le cardinal Wojtyła, dont plus de onze fois pendant la période 1973 à 1976. Cette connivence entre le cardinal Wojtyła et Paul VI conduit ce dernier à proposer à Karol Wojtyła de prêcher les Exercices spirituels du carême 1976 au pape et à la curie romaine,. La préparation des Exercices spirituels conduit à un échange de correspondance entre Karol Wojtyła et le théologien allemand Joseph Ratzinger qui lui envoie son introduction au christianisme. Ce sera le début d'une amitié entre les deux hommes. Cette retraite prêchée au Vatican fait connaître Karol Wojtyła auprès de la Curie, le rendant pour la première fois papabile,. Au cours de ces homélies il développe l'idée que les catholiques devaient être un signe de contradiction dans le monde, affirmant la vérité de Dieu, face au silence. Il critique tant le consumérisme de l'Occident que l'athéisme d'État communiste.

### Personne et Acte
En 1969 paraît en Pologne une première version de ce qui est considéré comme l'œuvre philosophique majeure du futur Jean-Paul II, Osoba i czyn (« Personne et Acte »). Il y développe sa conception de l'amour et de l'homme. Après sa rencontre avec Anna-Teresa Tymieniecka en 1973, commence une amitié « intense » (selon le journaliste Edward Stourton (en) qui sous-entend une amitié amoureuse d'après les 300 lettres de la main de Karol Wojtyła retrouvées dans la Bibliothèque nationale de Varsovie) et une longue collaboration qui aboutira en 1979 à la publication en anglais de la version définitive de l'ouvrage, The Acting Person.
Le développement de sa conception de l'homme donne une place primordiale à l'autodétermination de l'être humain, l'individu devant donner forme à sa vie et décider ce qu'il veut en faire. Cette conception centrée sur la personne constitue le fondement pour le cardinal Wojtyła du rôle des systèmes politiques, qui ont pour vocation d'aider les individus à se déterminer eux-mêmes. Cela le conduit à critiquer les dérives des systèmes politiques : « Si, d'une part, un système sociopolitique ne donne pas à l'individu ce droit légitime — c'est le cas des régimes totalitaires et communistes, qui abolissent l'autodétermination de l'être humain —, l'État est pernicieux. D'autre part, si les sociétés et les cultures autorisent l'individu à devenir strictement individualiste et à négliger les liens avec la communauté que cette autodétermination exige et établit à la fois, la cohésion sociale s'effrite ».

### Conclave d'août 1978
Le 26 août 1978, à la mort de Paul VI, Karol Wojtyła, cardinal, participe à l'élection du futur pape. Albino Luciani, patriarche de Venise, est alors élu, et prend le nom de Jean-Paul Ier, en hommage aux deux précédents papes qui ont ouvert et fermé le concile Vatican II, Jean XXIII et Paul VI. Jean-Paul Ier meurt trente-trois jours plus tard. Au cours de ce conclave, Wojtyła aurait déjà reçu quelques voix de cardinaux.

## Pape de l’Église catholique

### Élection et premier discours

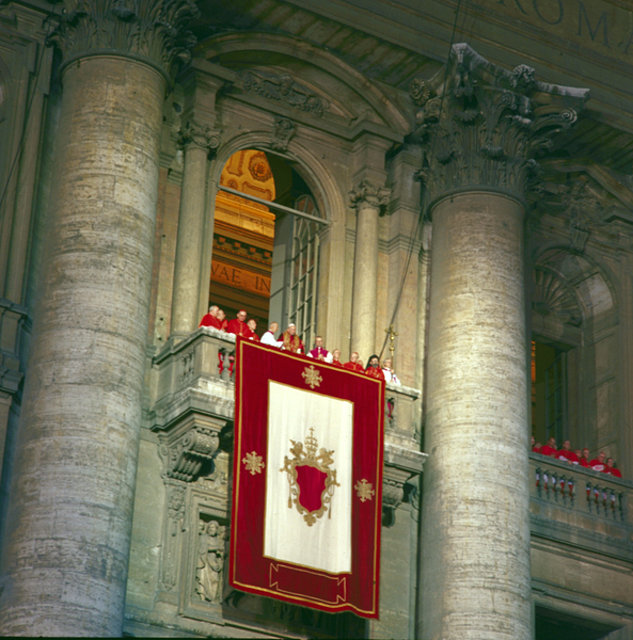
Première apparition de Jean-Paul II au balcon après l'annonce de son élection le 16 octobre 1978.

D'après l'opinion qui s'imposa par la suite, le conclave aurait été divisé entre deux favoris : Giuseppe Siri, archevêque de Gênes, plutôt conservateur et Giovanni Benelli, archevêque de Florence proche de Jean-Paul Ier et grand électeur du conclave précédent,. Mais aucun ne s'impose et Karol Wojtyła, qui était aussi pressenti, est élu au huitième tour de scrutin, le 16 octobre 1978, pape de l’Église catholique. On sait d'autre part, que König, archevêque de Vienne, était très proche de lui, et paraît avoir été l'un de ses grands électeurs.
Enfin, les cardinaux allemands ont activement fait campagne pour l'archevêque de Cracovie ; parce qu'ils représentaient une Église aux moyens financiers considérables, ils passaient beaucoup de temps en déplacements hors d'Europe pour mettre en œuvre une action caritative importante (hôpitaux, écoles, etc.) ; ils disposaient d'une forte notoriété auprès de prélats africains et sud-américains et donc, d'une influence importante ; moins de quarante ans après l'agression nazie sur la Pologne, ce soutien était particulièrement symbolique.
D’après George Weigel, plusieurs facteurs peuvent expliquer son élection. Cardinal depuis onze années, Karol Wojtyła était bien connu des autres électeurs. Ses interventions lors du concile Vatican II et sa prédication pendant la retraite papale en 1976 avaient été remarquées. Il avait une longue expérience de la résistance culturelle au communisme qui pouvait contribuer à renouveler l’Ostpolitik du Saint-Siège. Mais avant tout, selon Weigel, il avait marqué les esprits dans sa mission d’évêque diocésain, montrant qu’une direction ferme pouvait être possible au milieu des tensions post-conciliaires. De même, pour Bernard Lecomte, le souhait général des cardinaux était « d'élire un pasteur, un homme ayant l'expérience du terrain ». Son énergie et sa jeunesse l'imposent aussi comme une garantie de vitalité nécessaire après la fin de règne de Paul VI et la mort subite de Jean Paul Ier.
La surprise n'en est pas moins très grande : il est le premier pape slave de l'histoire et le premier non italien depuis Adrien VI en 1522. La foule croit d'abord avoir affaire à un cardinal africain, et nombre de commentateurs sont pris de court lors de l'annonce, ignorant tout du nouveau pape, le service de presse du Vatican n'ayant lui-même pas prévu de fiche biographique. Jean-Paul II se démarque dans la succession des papes par sa nationalité, sa relative jeunesse et sa condition d’ancien athlète. Surtout, il vient d’un pays communiste, d’au-delà du rideau de fer. Dans sa première déclaration, ce détenteur de l'infaillibilité suggère avec humour à la foule de le corriger s'il fait des erreurs… en italien. Le pape est polyglotte.
Après avoir, semble-t-il, renoncé à prendre le même nom que le saint patron de la Pologne, Stanislas, sur demande du cardinal-primat de Pologne, il choisit Jean-Paul II, en continuité avec ses trois prédécesseurs immédiats. Il inaugure son pontificat le 22 du même mois.
Son pontificat est le troisième plus long (9 664 jours) de l’histoire bi-millénaire de la papauté. Sur ses 263 prédécesseurs, seul Pie IX (1846-1878) a régné plus longtemps que lui (31 ans, 7 mois et 17 jours), mais saint Pierre, le premier des évêques de Rome, aurait régné encore plus longtemps (34 ans ou 37 ans dont 25 à Rome). Durant son règne, il aura connu trois présidents français, cinq présidents des États-Unis, et sept chefs d’État d’Union soviétique puis de Russie.

### Premières années du pontificat

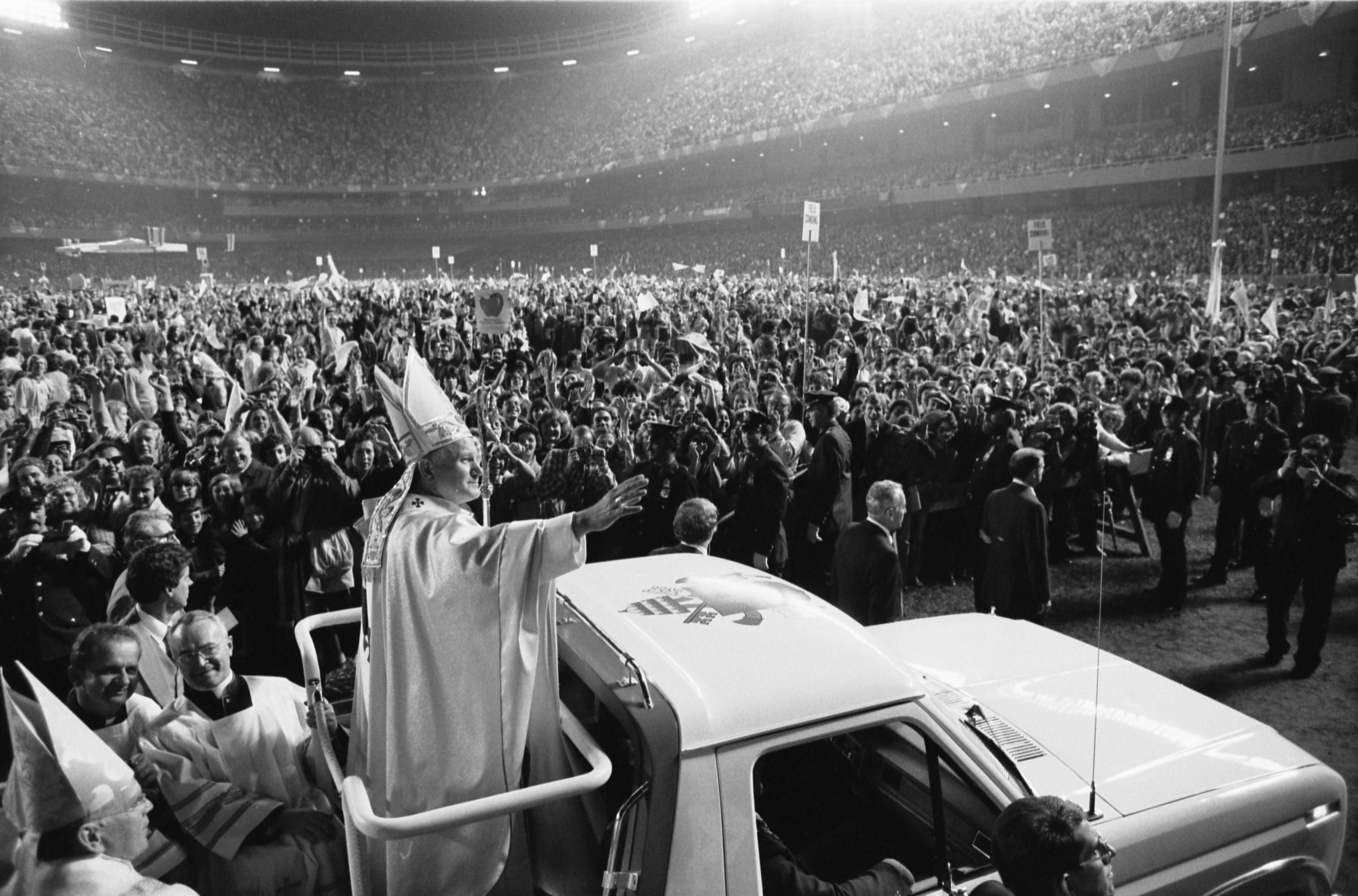
Jean-Paul II arrivant au Yankee Stadium à New York, lors de son premier voyage aux États-Unis en octobre 1979.

Les premiers jours de son pontificat sont marqués par des changements de forme : il prépare personnellement ses premiers discours, et va directement à la rencontre du public, montrant alors sa grande indépendance vis-à-vis du protocole et de la curie.
Les premiers discours de Jean-Paul II marquent son attachement au concile Vatican II, à la collégialité dans l'Église, mais aussi au respect de la tradition, de la liturgie et sa volonté de poursuivre le dialogue œcuménique et la recherche de la paix et de la justice.
Le 22 octobre 1978, lors de la messe inaugurale de son pontificat, il prononce le discours « N'ayez pas peur » qui marque le début de son pontificat, montrant sa détermination, appelant à un christianisme plus engagé et à l'ouverture des frontières, interpellant :

« N'ayez pas peur ! Ouvrez, ouvrez toutes grandes les portes au Christ. À sa puissance salvatrice, ouvrez les frontières des États, les systèmes politiques et économiques, les immenses domaines de la culture, de la civilisation et du développement. N’ayez pas peur ! Le Christ sait ce qu’il y a dans l’homme ! Et lui seul le sait ! »

Il visite alors Assise, et se proclame porte-parole de « l'Église du silence », représentant l'Église sous les régimes communistes. Il défend très vite les droits de l'homme, considérant la liberté de pratiquer sa religion comme le fondement de toutes les autres libertés lors d'un discours pour le trentième anniversaire de la Déclaration des droits de l'homme.
Jean-Paul II décide d'aller au Mexique en 1978. Au cours de son voyage, il multiplie les rencontres et les allocutions. Il visite le sanctuaire marial de Notre-Dame de Guadalupe. Au cours de ce voyage le pape critique les fonctions politiques que prennent certains prêtres, en partie liés à la théologie de la libération. Cependant le refus par le pape de fonctions trop politiques de la part du clergé ne l'empêche pas de prendre position pour la défense des pauvres et des indigènes. Il invite ainsi à lutter contre l'injustice et dénonce les atteintes portées à la dignité de l'homme.
Dès l'année suivante il visite la Pologne, l'Irlande, les États-Unis (il est le premier pape à se rendre à la Maison-Blanche) et la Turquie. Il débute au cours des audiences papales du mercredi une véritable catéchèse sur la destinée humaine, la sexualité ou la théologie du corps. En 1980 il se rend en Afrique, en France et au Brésil. Il défend l'appartenance à l'Église catholique de l'Église uniate, que Staline avait voulu dissoudre et annexer au patriarcat orthodoxe.

### Attentat de mai 1981

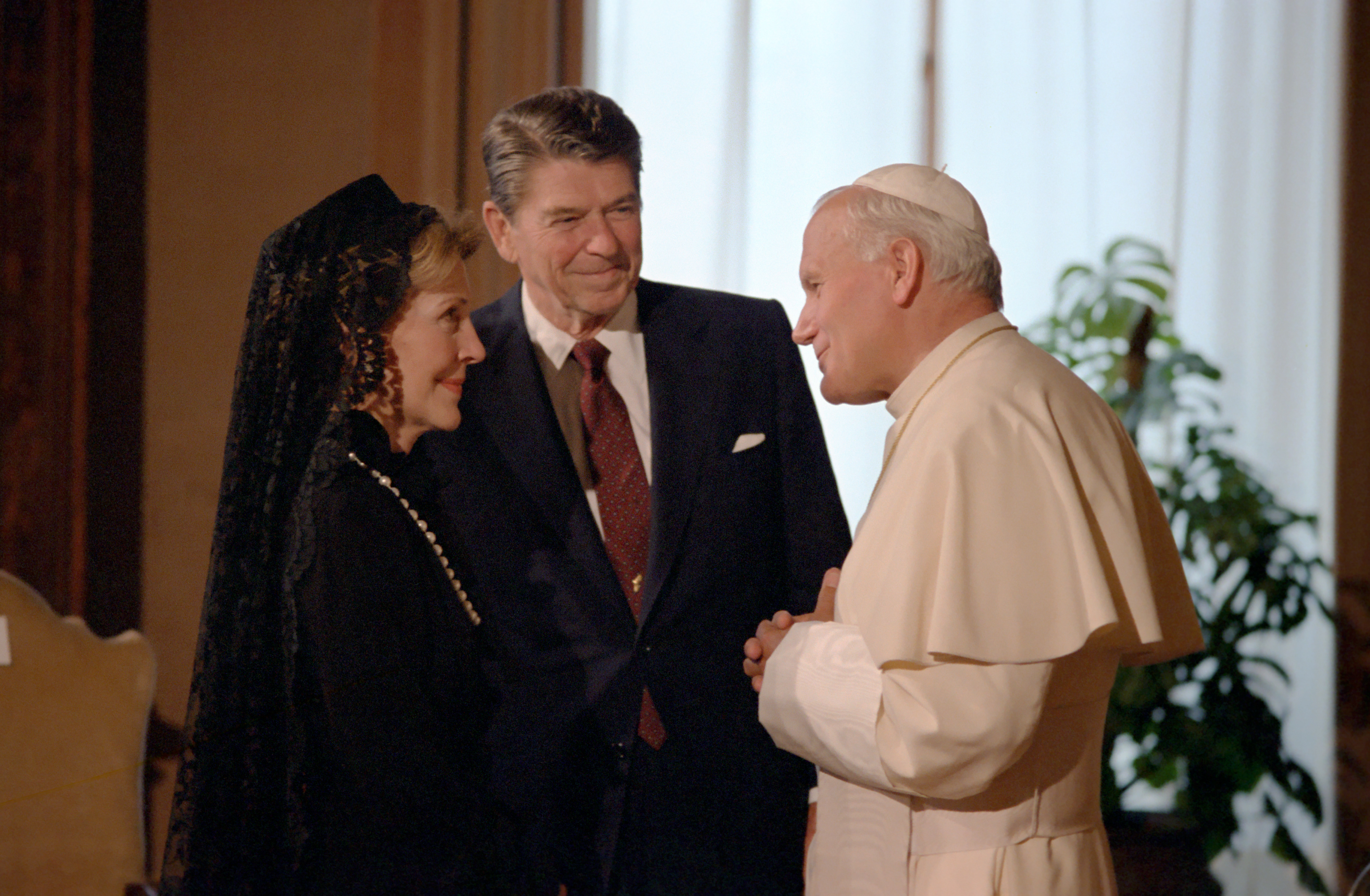
Jean-Paul II et les époux Reagan en 1982.

Le mercredi 13 mai 1981, jour de l'audience générale hebdomadaire qui se tient place Saint-Pierre à Rome, et devant une foule de 20 000 fidèles, Jean-Paul II est victime d’un attentat. Mehmet Ali Ağca, un jeune turc de 23 ans, déjà condamné dans son pays pour un assassinat commis deux ans plus tôt, fait feu sur le pape avec un pistolet automatique Browning de calibre 9 mm, à une distance de moins de six mètres. Six semaines plus tôt avait eu lieu à Washington la tentative d'assassinat du président américain Ronald Reagan.
Atteint par trois balles, le pape doit être opéré en urgence, mais aucun organe vital n'est atteint. L'attentat ayant lieu le jour-anniversaire de la première apparition de la Vierge de Fátima, qu'il devait mentionner dans son discours, Jean-Paul II attribue sa survie à l’intervention de la Vierge de Fátima, et il pense que cet attentat est celui évoqué dans le message de Fátima.

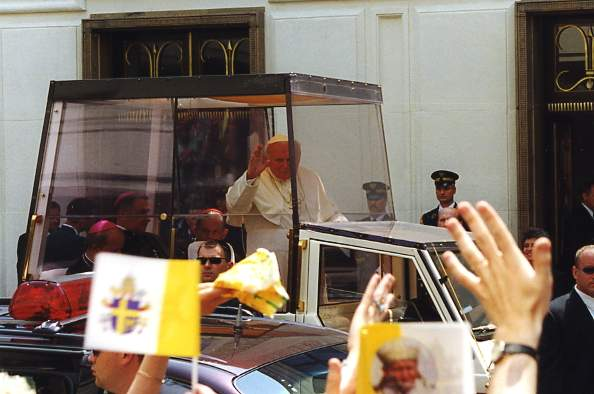
Jean-Paul II dans la papamobile en 1999.

Plusieurs thèses ont été formulées sur un possible commanditaire. Selon certaines sources, cet attentat pourrait être l’œuvre du GRU, les services de renseignements de l’armée soviétique ; cependant, l'étude des archives des services secrets bulgares par Allen Weinstein et les membres d'une commission d'enquête américaine du Center for Democracy ne permit pas de découvrir de preuves susceptibles d'attester d'une participation bulgare ou du KGB[réf. nécessaire]. D'autres personnes, du fait de la nationalité de Mehmet Ali Ağca, pensent que des groupes islamistes radicaux pourraient être à l'origine de l'attentat, le jeune Turc étant contre la visite du pape en Turquie, voyant en lui « le Commandant des Croisades, Jean-Paul déguisé en chef religieux. Si cette visite n'est pas annulée, je ne manquerai pas de tuer le pape-Commandant ». D'autres sources[Lesquelles ?] laisseraient entendre qu'il s'agirait d'une action menée par la mafia turque commanditée par la mafia italienne. Enfin, certains n'y ont vu que la volonté propre de Mehmet Ali Ağca, considérant qu'il souffrait de troubles psychiatriques.
À la suite de cet attentat, qui a manqué de peu de lui coûter la vie et qui lui laissera des séquelles, le pape circule parmi la foule dans une voiture blindée, surnommée la « papamobile ». En 1983, il se rend dans la cellule de Mehmet Ali Ağca pour lui accorder son pardon.

### Pologne

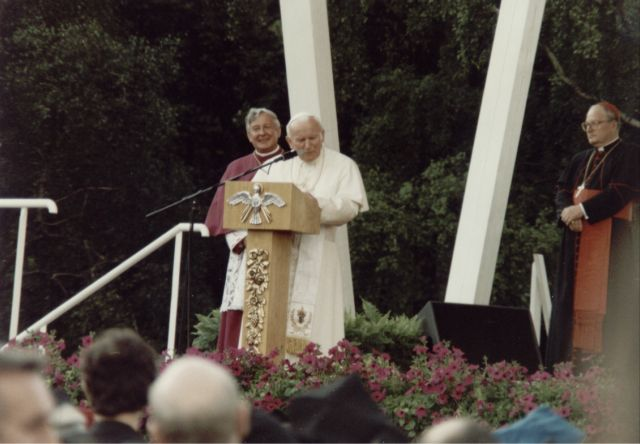
Jean-Paul II à Poznań en 1997.

En août 1980, Lech Wałęsa, qui lance le syndicat Solidarność, place sur les grilles des chantiers navals de Gdańsk des affiches de Jean-Paul II, qu’il présente comme une référence morale. Il obtient la permission de rencontrer le pape en 1981 ; il affirme alors que « sans l'Église rien ne peut se passer » en Pologne,. Jean-Paul II publie sa première encyclique sociale entièrement consacrée à la question du travail, Laborem Exercens. Il affirme dans cette encyclique la supériorité du travail sur le capital, définissant une anthropologie catholique du travail. Il défend aussi la légitimité des syndicats.
Par cette encyclique, il montre son soutien à la cause polonaise de Solidarność. Il pousse les évêques polonais à défendre les accords qui ont lieu en Pologne. Cette période marque un fort rapprochement entre l'administration Reagan et Jean-Paul II, qui partagent des informations confidentielles sur la Pologne. Ronald Reagan soutient aussi la position du pape sur les questions liées à l'avortement. Le 12 décembre 1981, face à l'augmentation des protestations en Pologne, le général Wojciech Jaruzelski déclare la loi martiale. Jean-Paul II cherche alors à apaiser les revendications, craignant un bain de sang, et affirmant qu'il faut promouvoir la paix. Lors de sa visite en Pologne en 1983, il soutient les opposants au régime. Il appelle les Polonais à suivre leur conscience, à « faire un effort pour être un individu doté de conscience, appeler le bien et le mal par leur nom et de ne pas les confondre… développer en soi ce qui est bon et chercher à redresser le mal en le surmontant en soi-même ». Par la suite il défend la justice sociale, les droits fondamentaux, les salaires équitables et les syndicats interdits par la loi martiale. Au cours de cette visite, il reçoit le titre de docteur honoris causa de l'université Jagellonne.

### Attaque à Fatima en 1982
Dans le film Testimony, portant sur la vie de Jean-Paul II, le cardinal Stanisław Dziwisz affirme que le souverain pontife a été blessé par un coup de poignard lors d'une visite au sanctuaire marial de Fatima au Portugal en 1982.
Le pape, qui venait remercier, dans ce sanctuaire, la Vierge Marie pour avoir échappé aux coups de feu tirés contre lui par Mehmet Ali Ağca, est attaqué par Juan María Fernández y Krohn, un prêtre intégriste espagnol opposé à la libéralisation de l'Église. Celui-ci se précipite sur le pape avec un poignard à la main, mais il est rapidement maîtrisé. L'information n'est pas diffusée et le pape termine son voyage sans révéler ses blessures. « Je peux aujourd'hui révéler que le Saint-Père avait été blessé. Quand nous sommes entrés dans la salle, nous avons vu qu'il saignait », déclare Stanisław Dziwisz dans le documentaire.

### Amérique latine
Jean-Paul II fait un voyage en 1983 en Amérique centrale, au cours duquel il prend position contre la théologie de la libération. Il défend la lutte contre la pauvreté et l'exclusion qui touche ces populations, mais s'oppose aux révolutions armées. Face aux théologiens voulant concilier révolution et christianisme, il appelle à l'unité de l'Église et au dialogue, montrant une opposition à certains aspects de la théologie de la libération. S'il condamne la théologie de la libération et le communisme, il adopte une posture plus ambiguë envers les dictatures militaires implantées en Amérique latine. Au Nicaragua, il refuse de donner la main au père Ernesto Cardenal, agenouillé devant lui, pour son adhésion à la théologie de la libération et sa participation au gouvernement sandiniste en tant que ministre de la Culture. Pourtant, au cours de ce même voyage en Amérique centrale, il rencontre et salue le dictateur guatémaltèque Ríos Montt, ultérieurement condamné à 80 ans de prison pour génocide, et au major salvadorien Roberto D'Aubuisson, chef des paramilitaires responsables de l'assassinat de l’archevêque Óscar Romero.

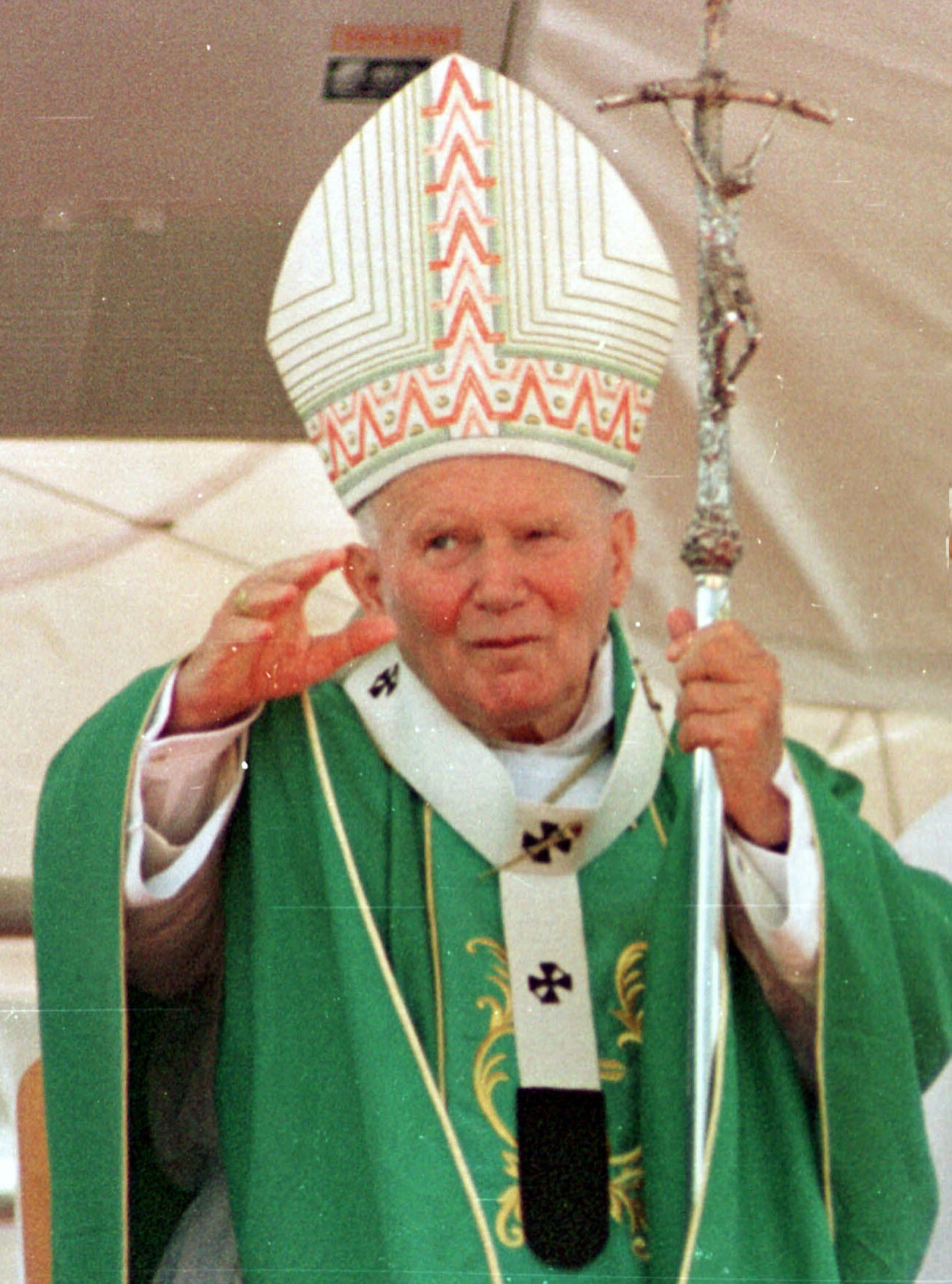
Jean-Paul II au Brésil en 1997.

Lors de son séjour en Argentine alors sous dictature militaire, en juin 1982, après avoir été accueilli « avec une profonde affection » par le général Leopoldo Galtieri, il refuse de recevoir les organisations humanitaires et s’abstient de toute critique au sujet des atteintes aux droits de l'homme. En 1987, il est reçu par Augusto Pinochet au Chili. Le 3 avril, des opposants à la dictature se rassemblent afin de tenter d'obtenir le soutien du souverain pontife. La police charge la foule et des carabiniers ouvrent le feu ; une personne est tuée, six cents sont blessées et des dizaines arrêtées mais en dépit de ces violences Jean-Paul II n'interrompt pas sa messe donnée à proximité et n'y fait pas allusion. Cependant le pape ne critique pas lors de cette visite le vicariat à la solidarité, organisé par l'Église chilienne, qui aide les opposants au régime. Au cours de cette visite, il demanda en privé à Augusto Pinochet de démissionner et de rendre le pouvoir à la société civile.
Il rencontre Mère Teresa et lui demande à partir de 1986 d'être son porte-parole pour défendre la position de l'Église concernant la vie, et notamment son opposition à l'avortement. En 1986, il lance les premières Journée mondiale de la jeunesse. Ces journées sont nées de sa volonté de répondre aux préoccupations des jeunes et de les rencontrer. Stanisław Dziwisz affirme que ces journées sont issues des rassemblements qu'il a eus avec les jeunes, et particulièrement celui ayant eu lieu à Paris, au Parc des princes, en 1980. Ces rencontres réunissent des millions de personnes, et ont lieu tous les deux ou trois ans.
En 1988, il publie l'encyclique Sollicitudo Rei Socialis., où il défend une vision chrétienne du progrès social, tout en dénonçant les inégalités criantes entre le Nord et le Sud.

### Rencontres d’Assise
Jean-Paul II a pris l'initiative d'inviter les représentants de toutes les grandes religions à Assise, le 27 octobre 1986, pour participer à une Journée mondiale de la prière. Pour la première fois dans l'histoire, toutes les religions sont représentées ensemble afin de prier pour la Paix. Sa démarche ne relevait pas du syncrétisme : toutes les religions étaient ensemble pour prier, mais ne priaient pas d'une seule voix. Cette démarche inter-religieuse fut critiquée par Marcel Lefebvre. Au cours de cette journée le pape pria avec les autres chefs religieux, et fit acte de repentance, affirmant que les catholiques n'avaient pas toujours été des bâtisseurs de paix.
Au cours de cette journée pour la paix, il n'y eut aucun mort sur les champs de bataille.

### Nouveau millénaire

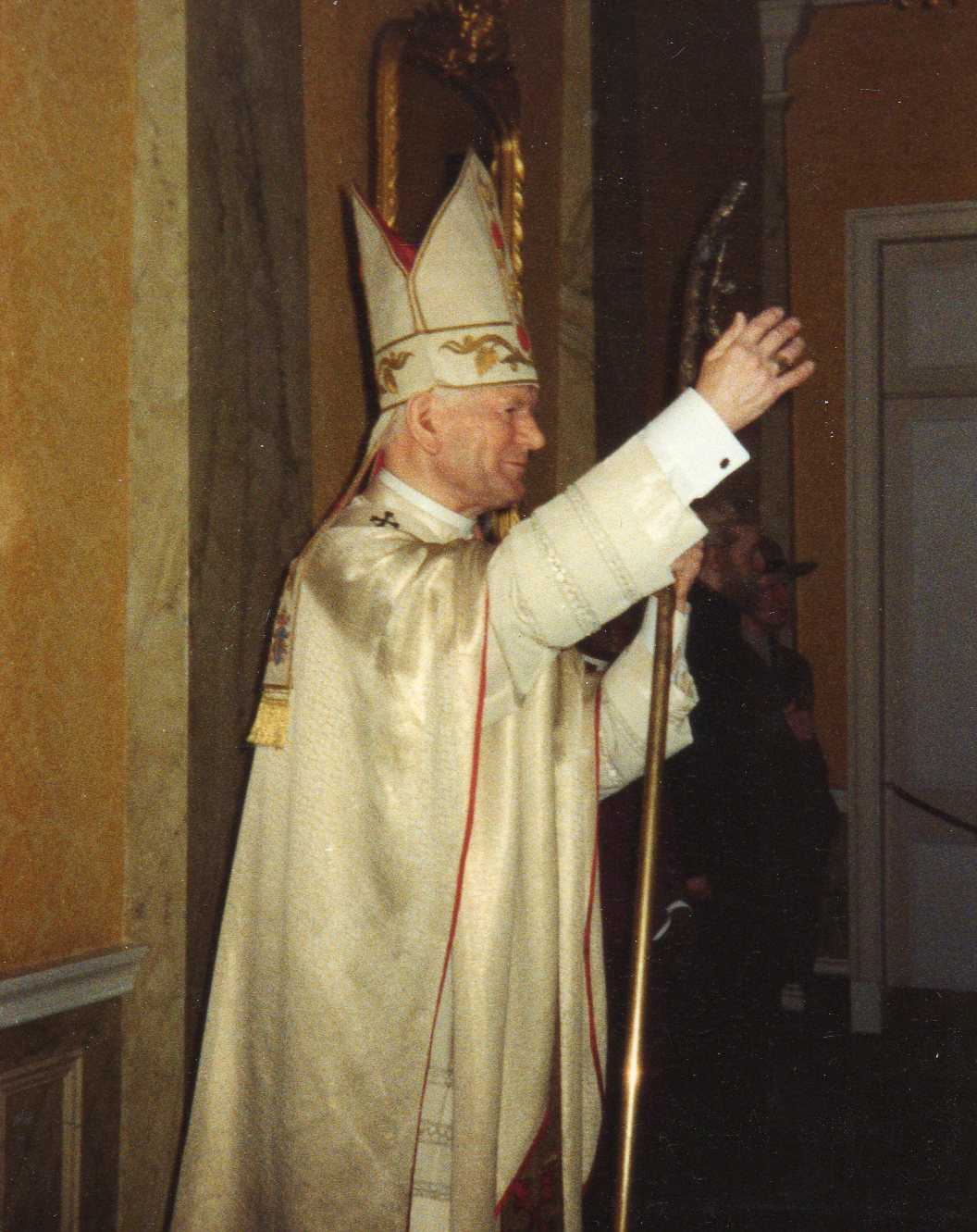
Statue de cire du pape Jean-Paul II au musée Tussaud de Londres en 1992.

La chute du mur de Berlin en 1989 et la fin de l'URSS, deux ans plus tard, furent considérées comme liées à l'action de Jean-Paul II. Ses voyages, en Pologne notamment, avaient contribué à fragiliser le communisme.
Jean-Paul II critique alors avec plus de force les dérives du capitalisme. Au Mexique il dénonce les inégalités criantes de richesses dans le monde, du fait d'un capitalisme qui se développe sans souci du bien commun. La même année il publie l'encyclique sociale Centesimus Annus, où il critique le néolibéralisme et sa conception capitaliste du profit qui ne tient compte ni de l'homme ni des ressources de la terre. Jean-Paul II refuse « la primauté des choses matérielles sur l'homme » et insiste sur la nécessité d'une éthique dans l'économie. Il affirme que l'exploitation du pauvre et des ignorants est « un crime contre l'œuvre de Dieu », affirmant que les pays pauvres jugeront les pays riches.
Lors de sa visite en Pologne à Lubaczów les 2 et 3 juin 1991, il dénonce avec force la société de consommation. Il réaffirme également dans ses homélies son opposition claire à l'avortement et appelle les Polonais à suivre leur conscience et à ne pas confondre liberté et immoralisme. Il dénonce « toute cette civilisation du désir et du plaisir qui règne désormais sur nous, en profitant des divers moyens de séduction. Est-ce de la civilisation ou de l'anticivilisation ? ».
Il proclame l'année 1994 année de la famille. Il fait de la lutte contre l'avortement l'une de ses priorités, luttant contre sa légalisation lors de la conférence des Nations unies au Caire. Il dénonce alors une « culture de mort », et invite les catholiques à défendre la vie humaine face aux manipulations génétiques, à l'avortement et à l'euthanasie.
Il organise le Jubilé de l'an 2000 qui marque le deux millième anniversaire de la naissance de Jésus. Au cours de cette année, il soutient officiellement la démarche d'annulation de la dette des pays d'Afrique, initiative lancée par Bob Geldof et Bono.

### Repentance de l'Église
Jean-Paul II a tenu à ce que l'Église catholique fasse acte de repentance pour les erreurs commises par les chrétiens dans l'histoire. Cela concerne :
- l'affaire Galilée : en 1992, la commission d'étude de la controverse ptoléméo-copernicienne a remis ses conclusions et a reconnu les erreurs commises par les théologiens de l'époque[41] ;
- les relations avec le judaïsme : en mars 1998, une déclaration émanant de la Commission vaticane pour les relations avec le judaïsme, comportant une introduction de la main du pape lui-même, admettait l'existence d'une culture antijudaïque diffusée par l'Église dans le passé[42] ;
- la repentance de l'an 2000 lors du Jubilé de l'an 2000, sur les erreurs commises pendant les deux premiers millénaires de l'histoire du christianisme : le pape a appelé à une purification de la mémoire[43].

### Maladie, agonie et mort

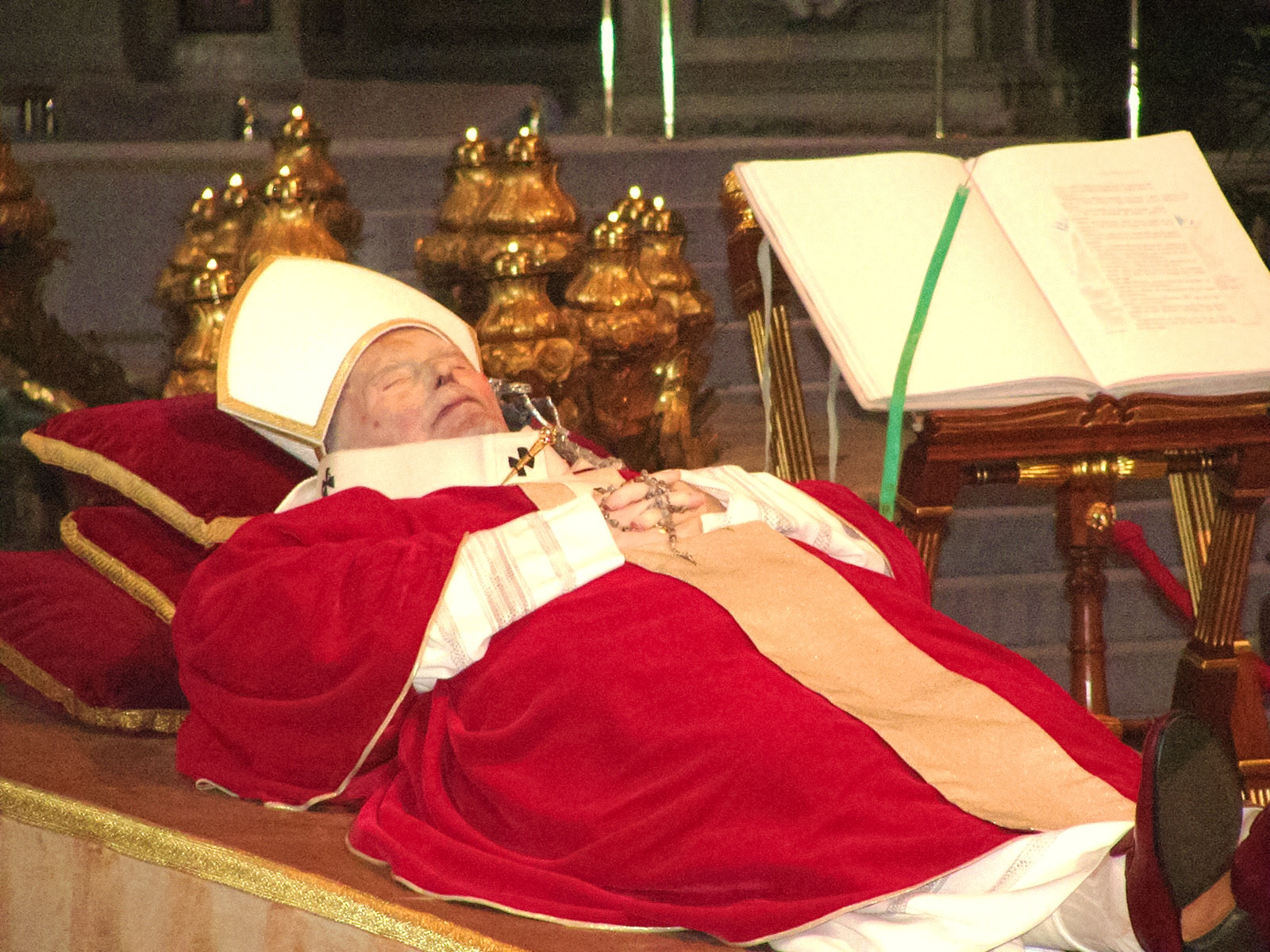
Corps du pape exposé dans la basilique Saint-Pierre de Rome.

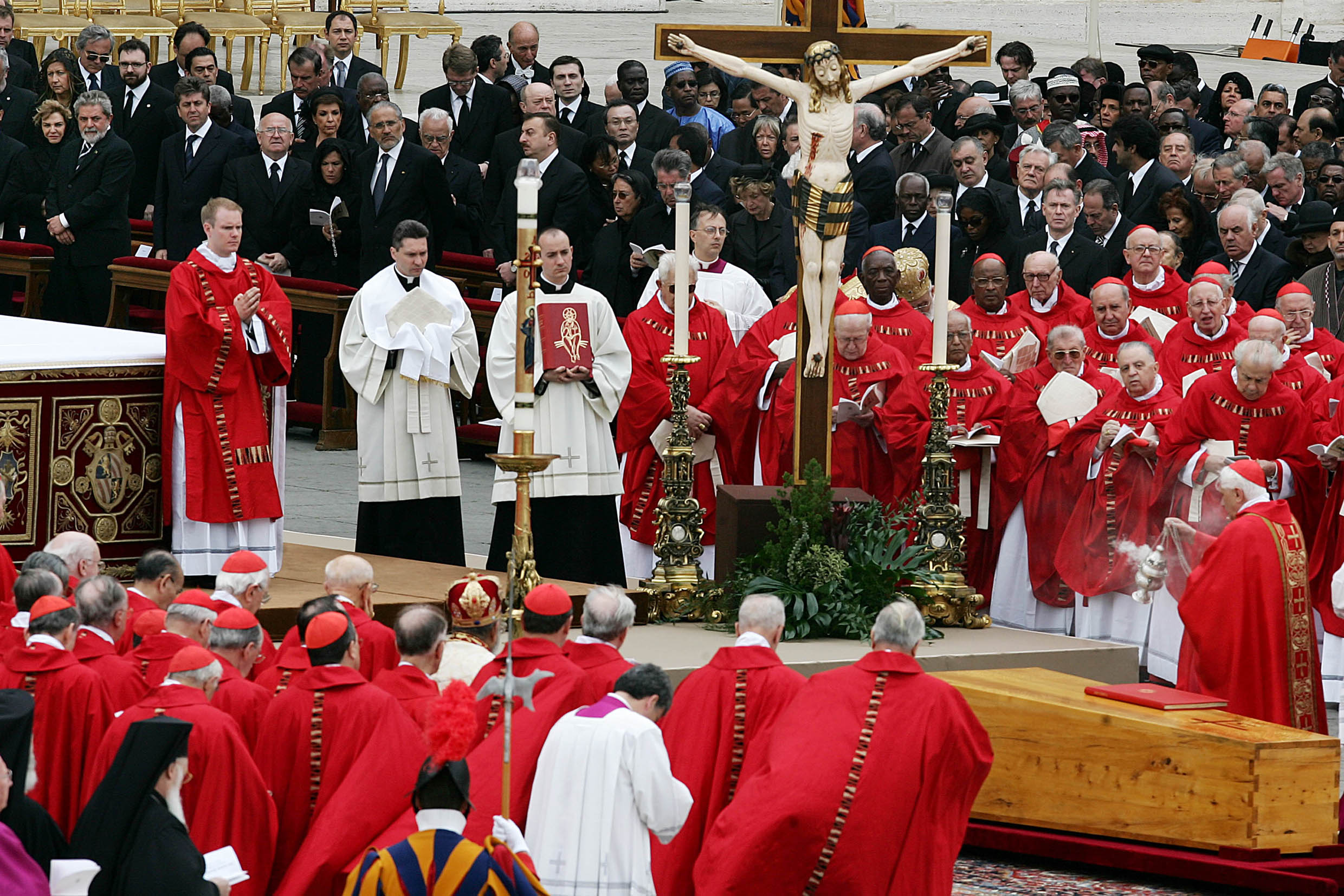
Obsèques de Jean-Paul II.

L'historien Philippe Levillain estime que trop malade, Jean-Paul II « n'a pas réellement gouverné l'Église » durant les cinq dernières années de son pontificat.
Jean-Paul II avait réclamé dès l'ouverture de son pontificat que « les malades soient placés au premier rang ». Il a lui-même subi en tout six interventions chirurgicales. Après avoir perdu trois litres de sang lors de l'opération de cinq heures qui a suivi l'attentat de 1981, il a été transfusé avec du sang contaminé par un cytomégalovirus, ce qui l’affaiblira énormément par la suite,. Il a souffert de la maladie de Parkinson depuis le milieu des années 1990. Il a été victime d'une tumeur de l'intestin, suivie d'une opération en 1992. Il fit plusieurs chutes, occasionnant notamment une fracture du col du fémur et une luxation de l'épaule.
En 2005, il contracte une grippe qui se transforme en laryngotrachéite aiguë avec des crises de spasmes du larynx, ce qui l'oblige à être hospitalisé le 9 février 2005. Le 23 février, il est de nouveau hospitalisé à la suite d'une crise d'étouffement, puis on pratique une trachéotomie. Il s'était entraîné à prononcer la bénédiction Urbi et orbi le jour de Pâques mais reste muet à sa fenêtre, sans arriver à dire un mot. Le 31 mars, il est victime d'un choc septique, d'un collapsus cardio-vasculaire et d'une infection urinaire en même temps. Jean-Paul II refuse alors l'hospitalisation. Dans la journée du 2 avril 2005, il dit adieu à ses collaborateurs, un par un, puis écoute l'Évangile de Jean prononcé par une des religieuses qui l'avait servi pendant 25 ans.
Le pape Jean-Paul II entre dans le coma en soirée puis s'éteint au Vatican le 2 avril 2005, veille du dimanche de la divine Miséricorde, à 21 h 37, heure locale, à l’âge de 84 ans. Avec 9 673 jours, soit plus de 26 ans de règne, son pontificat est le deuxième plus long de l’histoire de l’Église. D’après le certificat du décès publié le 3 avril par le Vatican, sa mort est due à un choc septique et à une insuffisance cardiaque. Il est enterré au Vatican le 8 avril. Le cardinal Joseph Ratzinger lui succède le 19 avril 2005 sous le nom de Benoît XVI.

### Funérailles et hommages

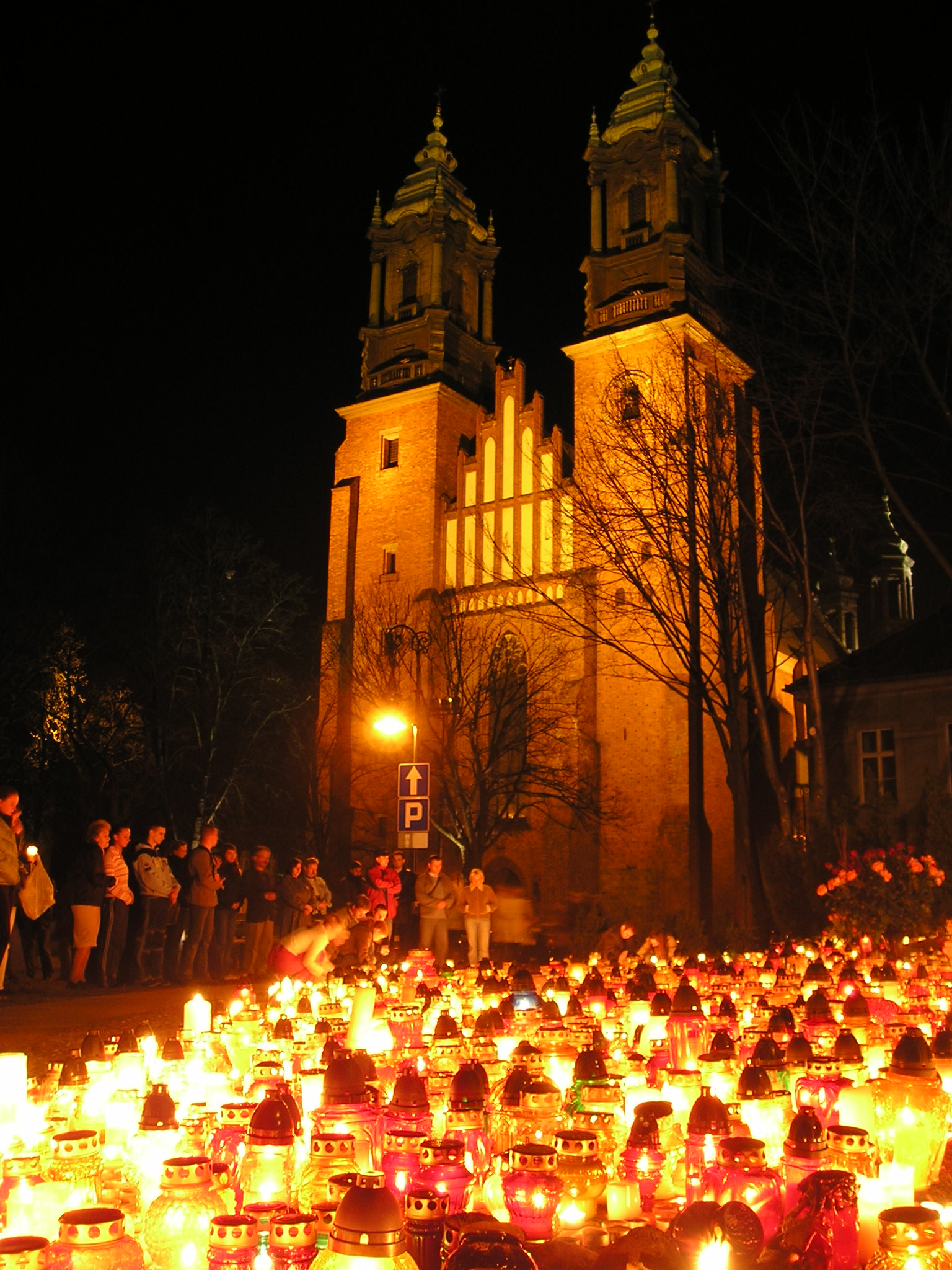
Des Polonais se recueillent à l'annonce de la mort du pape dans tout le pays. Sur la photo : le parvis de la basilique-archicathédrale Saint-Pierre-et-Paul de Poznań. Avril 2005.

Trois aéroports — Fiumicino, Ciampino, et l’aéroport militaire de Pratica di Mare — accueillent quelque 110 avions d’États et une soixantaine d’avions civils pour l’arrivée de ces délégations qui comprennent jusqu’à une cinquantaine de membres ; sont notamment présents lors des funérailles George W. Bush, président des États-Unis, Jacques Chirac, président de la République française, Juan Carlos, roi d'Espagne et Albert II, roi des Belges. Parmi les dignitaires religieux qui se rendent à Rome, on trouve, entre autres, Rowan Williams, archevêque de Cantorbéry et président du Conseil mondial des évêques anglicans, et Bartholomée Ier, patriarche orthodoxe de Constantinople.
Plus de 3 millions de personnes viennent à Rome, du 2 au 8 avril 2005. Celles qui vont en la basilique vaticane, saluer la dépouille du pape, défilent au rythme de 21 000 à l'heure, soit 350 personnes à la minute. L'attente va de 13 à 24 h, avec une queue maximale de cinq kilomètres.
Le jour des funérailles, 500 000 fidèles se trouvent place Saint-Pierre et Via della Conciliazione, 600 000 dans les sites urbains dotés d'écrans géants installés par la municipalité. La salle de presse du Saint-Siège et le Conseil pontifical pour les Communications sociales délivrent plus de 6 000 accréditations (journalistes, photographes, reporters de radio-télévision) pour la couverture de l'événement. 137 chaînes TV de 81 pays diffusent la messe de funérailles. On estime à deux milliards le nombre de personnes qui ont vu la cérémonie d'enterrement de Jean-Paul II à travers le monde.
La messe de funérailles est concélébrée par 157 cardinaux, en présence de 700 archevêques et évêques, 3 000 prélats et prêtres.

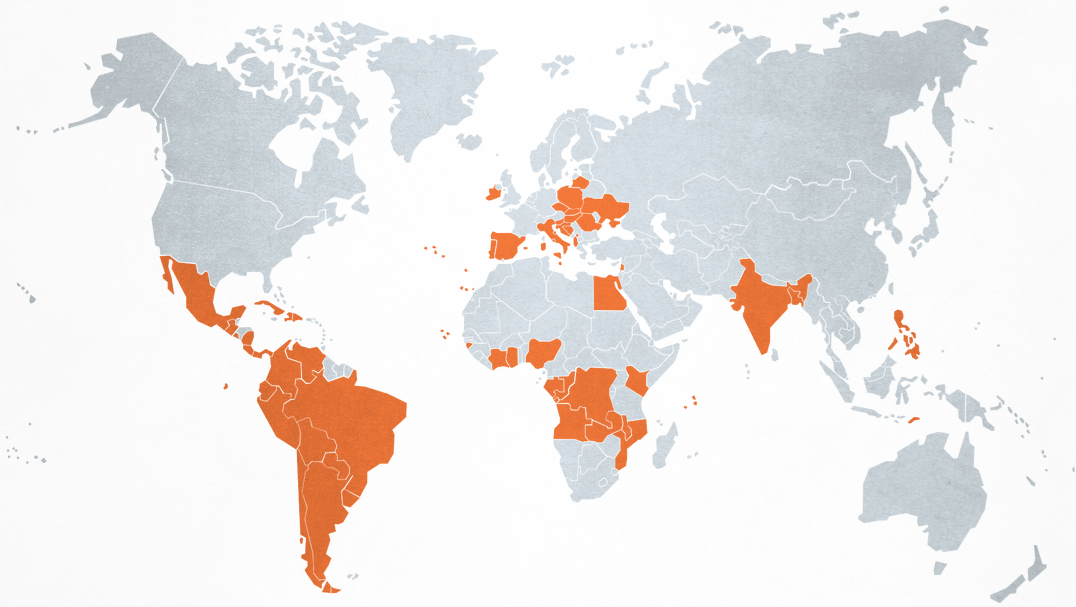
Carte des pays déclarés en deuil national à la mort de Jean-Paul II.

Au total, 58 pays décrètent une ou plusieurs journées de deuil à la suite du décès de Jean-Paul II. Certains sont à majorité catholique comme le Brésil, l'Italie, les Philippines, la Pologne. D'autres comptent en revanche une part minoritaire de chrétiens, à l'instar de l'Inde, du Tchad, de l'Albanie, etc. Dans d'autres pays, dont la France, la Suisse et la Turquie, les drapeaux sont mis en berne sur les bâtiments publics.

## Administration et diplomatie

### Rencontres officielles et fondations

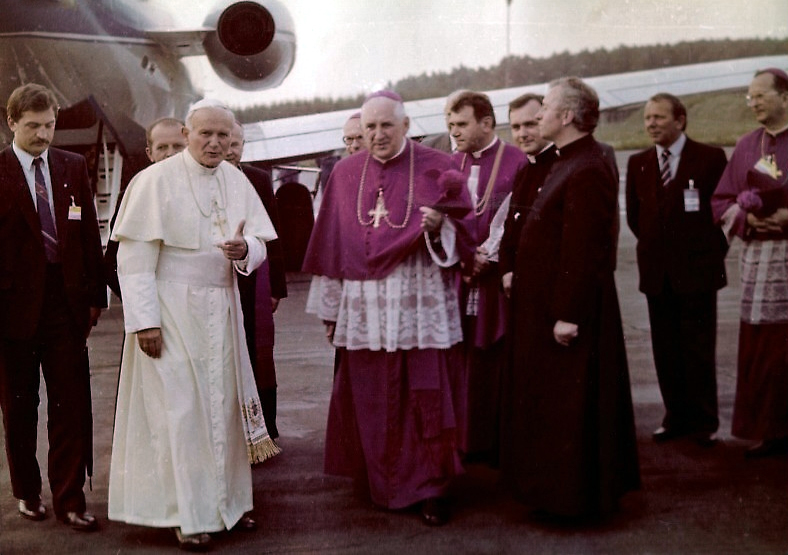
Le troisième voyage apostolique en Pologne en 1987 se posant à l'aéroport de Gdynia-Kosakowo.

Il a plus que doublé le nombre des nonciatures (ambassades du Saint Siège) qui passent de 85 en 1978 (à son élection) à 174 à la fin du pontificat.
Au 16 octobre 2004, il a participé à plus de 1 475 entretiens avec des personnalités politiques, comprenant les 38 visites officielles : 738 audiences avec des chefs d'État et 246 avec des chefs de gouvernement, 190 ministres des affaires étrangères, 642 ambassadeurs accrédités près le Saint-Siège. Ces chiffres ne comprennent pas les diverses rencontres qui ont lieu en clôture de cérémonies liturgiques, tant au Vatican que de par le monde.
En février 1984, il fonde l’institut Jean-Paul II pour le Sahel et, en février 1992, la Fondation Populorum Progressio pour les pauvres d’Amérique latine. Il a également fondé l'Académie pontificale pour la vie et l'Académie pontificale des sciences sociales.
De plus, il a institué la journée du malade (célébrée chaque année le 11 février) et les Journées mondiales de la jeunesse (JMJ), la journée mondiale pour la Paix, la journée mondiale pour les migrants et les réfugiés, la journée mondiale pour les communications ainsi que six autres journées mondiales.

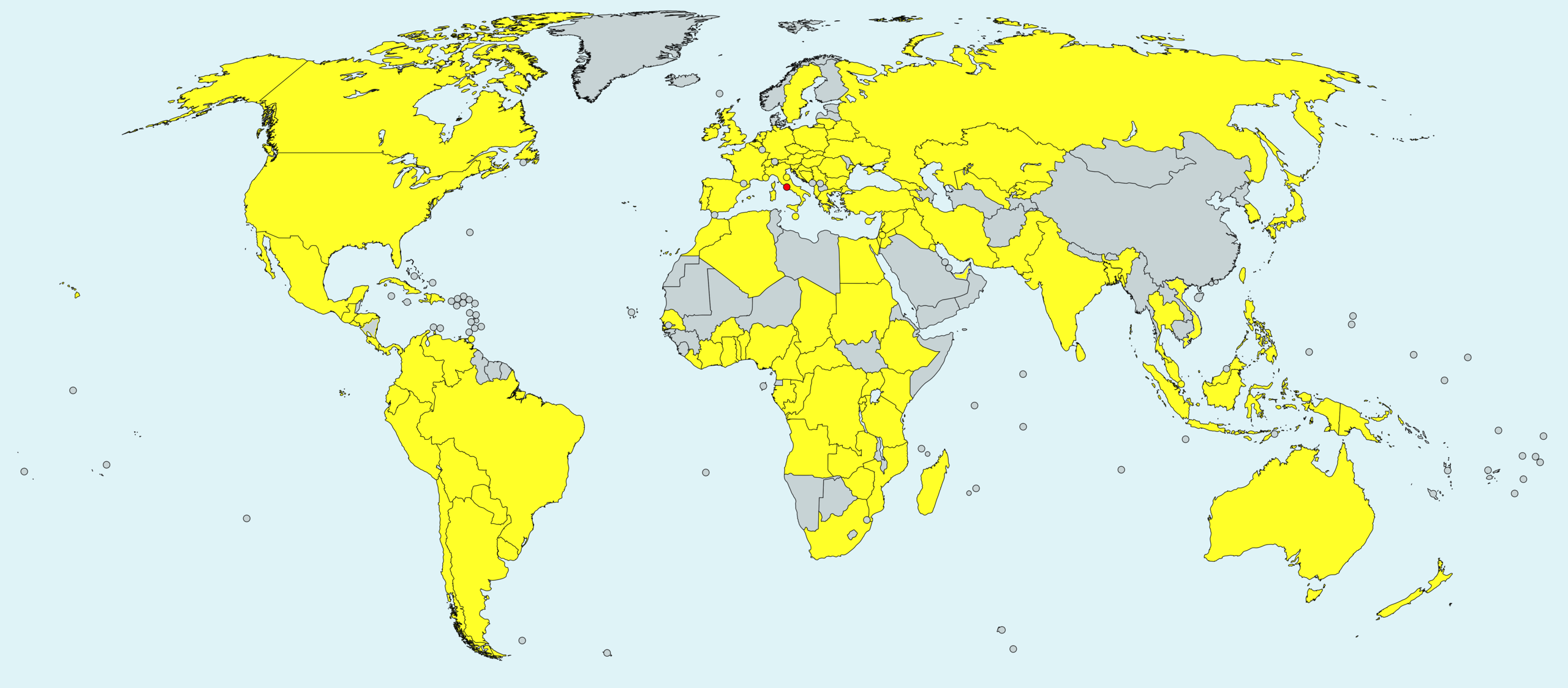
Représentations diplomatiques du Saint-Siège.

En 1989, il rencontre le Chef Raoni afin de discuter des enjeux liés à la préservation de la forêt amazonienne.
Il a été le premier pape à tenir des conférences de presse dans des avions et une dans la salle de presse du Saint-Siège (24 janvier 1994).[pas clair]
Il a fait construire deux immenses basiliques près de Cracovie : la basilique de Nowa Huta (en tant qu’évêque de Cracovie) et le Sanctuaire de la Miséricorde Divine à Kraków-Łagiewniki (à la consécration il a fait l'Acte de la Confiance du Monde à la Miséricorde Divine).
Il a été reçu onze fois « docteur honoris causa ».

### Curie et organisation de l'Église
L'organisation de l'Église a été profondément remaniée sous le pontificat de Jean-Paul II. Il a, au cours des 9 consistoires, créé 232 cardinaux et cherché à universaliser la Curie. Dès 1988, la majorité des cardinaux, ceux qui élisent le pape, venait des pays non européens. Il a également convoqué 6 réunions plénières du collège des cardinaux.
Jean-Paul II a voulu rendre l'administration du Vatican universelle. Il nomma aux postes importants de la Curie des cardinaux venant du monde entier comme Francis Arinze ou François Xavier Nguyen Van Thuan, alors que l'administration était principalement italienne avant son pontificat. Privilégiant la pastorale à la gouvernance du Vatican, il délègue une bonne partie de ses pouvoirs à son cardinal secrétaire d'État Agostino Casaroli surnommé le « vice pape ».
Il a nommé plus de 3 500 des 4 200 évêques encore vivants lors de son décès. Il intervient directement dans la nomination des évêques, ce qui fut critiqué comme une marque d'autoritarisme du pape. Il n'a pas fait évoluer la pratique des synodes des évêques, et convoqua quinze synodes : six assemblées générales ordinaires (sur la famille en 1980, la réconciliation en 1983, les laïcs en 1987, la formation des prêtres en 1990, la vie consacrée en 1994 et en 2001 sur le ministère épiscopal), une assemblée générale extraordinaire (sur le concile Vatican II en 1985), sept assemblées spéciales (sur l'Europe en 1991 et en 1999, l'Afrique en 1994, le Liban en 1995, l'Amérique en 1997, l'Asie et l'Océanie en 1998) et un synode particulier (pour les Pays-Bas en 1980). Il réaffirma l'autorité du pape sur les évêques et les églises locales afin de renforcer l'universalité de l'Église.
Il a consacré environ 10 000 audiences aux évêques venus à Rome.
Il a permis l’ordination d'hommes mariés dans certains cas très précis (par ex. pasteurs protestants mariés qui se convertissent au catholicisme). Il a œuvré à la promotion du diaconat.
Il a également voulu associer davantage les femmes au fonctionnement de l’Église « à tous les niveaux, y compris dans les processus d’élaboration des décisions ». Il écrit une lettre aux femmes datée du 29 juin 1995. Il nomme le 9 mars 2004 Mme Mary Ann Glendon (professeur de droit à Harvard, et ancienne représentante de la délégation pontificale à la conférence de Pékin sur la Femme en 1995) présidente de l’Académie pontificale des sciences sociales. Auparavant, il avait déjà nommé : sœur Sara Butler, M.S.B.T., professeur de théologie à l’université « St. Mary of the Lake » de Mundelein (Chicago), et madame Barbara Hallensleben, de l’université de Fribourg, en Suisse à la Commission théologique internationale.
Jean-Paul II appuiera tout au long de son pontificat l'émergence et le développement de nouvelles congrégations religieuses et les nouvelles formes de rassemblement de catholiques en dehors des structures paroissiales habituelles de l'Église. Une partie de ces communautés et associations avaient des origines pré-conciliaires. Il les avait parfois rencontrées pendant ces voyages durant le concile Vatican II. Il les appuya durant son pontificat malgré certaines réticences parmi des membres de la Curie. Il marqua son attachement à ces groupes comme Communion et Libération, le Mouvement des Focolari, la communauté de l'Arche, communauté de vie avec des personnes handicapées ; l'Opus Dei, qui favorise la sanctification sur le lieu de travail ; les légionnaires du christ, mouvement de laïcs ; le Chemin néocatéchuménal, fondé dans les taudis de Madrid ; la communauté de l'Emmanuel, fondée par un laïc ; la Communauté de Sant'Egidio, promouvant un intense engagement social, ou Sodalitium Christianæ Vitæ, mouvement né au Pérou qui a une mission d'enseignement. Le pape les soutient malgré les risques de déstabilisations que ces mouvements pouvaient représenter vis-à-vis des structures traditionnelles de l'Église.

## Pastorale

### Rencontres et voyages

Pays visités par Jean-Paul II.

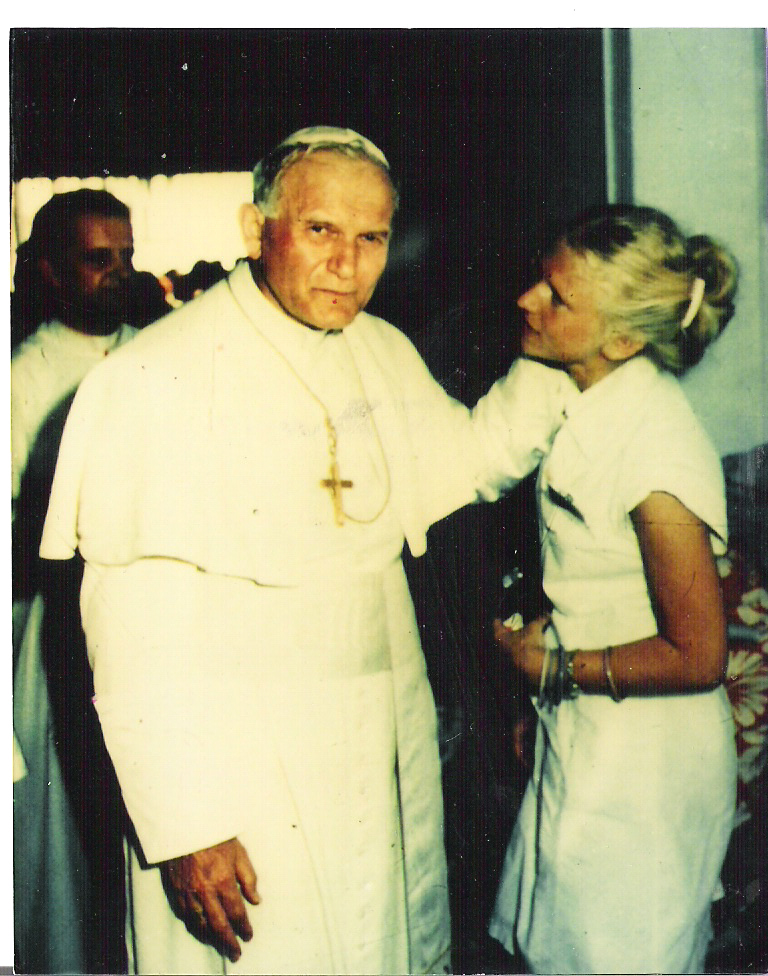
Jean-Paul II visitant Estelle Satabin lors d'une visite au Gabon en 1983.

Durant son pontificat, Jean-Paul II effectue 104 voyages, représentant 576 jours en dehors du Vatican, 143 voyages en Italie, 740 visites à Rome ainsi qu'à Castel Gandolfo. Il rend visite à 317 des 333 paroisses de Rome. Il visite 129 nations, la plupart d'entre elles accueillant un pape pour la première fois, et 614 villes. La distance parcourue lors de ses voyages apostoliques est de 1 163 835 km soit 28 fois le tour de la Terre ou presque trois fois la distance Terre-Lune.
Les trois pays les plus visités par Jean-Paul II sont : la Pologne, son pays natal (neuf fois) ; la France (huit fois, dont sept fois en métropole et une fois à La Réunion) ; et les États-Unis (sept fois). Jean-Paul II a un attachement particulier pour la France. Il rappelle, lors de son premier voyage en France en 1980, qu'elle est la « fille aînée de l'Église » et demande, à la fin de son homélie au Bourget : « France, Fille de l’Église et éducatrice des peuples, es-tu fidèle, pour le bien de l’homme, à l’alliance avec la sagesse éternelle ? ». Il effectue également deux voyages à Lourdes (1983 et 2004), un voyage « européen » à Strasbourg, Metz, et Nancy (1988), un voyage pour le 1 500e anniversaire du baptême de Clovis à Reims (1996), et un voyage pour les Journées mondiales de la jeunesse à Paris (1997).
Durant son plus long voyage, le 32e, qui a lieu en novembre-décembre 1986, Jean-Paul II, qui a déjà visité l'Inde du 1er au 10 février de la même année, parcourt le Bangladesh, les Seychelles, Singapour, les îles Fidji, la Nouvelle-Zélande et l'Australie.
Alors que certains de ses voyages (comme aux États-Unis ou à Jérusalem) le mènent sur les traces de Paul VI, beaucoup d’autres pays n’ont jamais été visités par un pape. Il devient le premier pape à se rendre au Royaume-Uni où il rencontre la reine Élisabeth II, gouverneur suprême de l’Église d'Angleterre. Lui et l’archevêque anglican de Cantorbéry s’embrassent devant les médias dans la cathédrale de Cantorbéry.
Il est le premier pape à descendre dans un hôtel et non à la nonciature du pays visité (l'hôtel Irshad de Bakou en Azerbaïdjan, en mai 2000), à dire la messe dans un avion, à dire la messe pour la communauté catholique la plus septentrionale (à 350 km au nord du cercle polaire à Tromsø en Norvège, en 1989). Il reprend la pratique de Paul VI de baiser la terre à son arrivée sur un sol étranger.
Il préside 1 160 audiences générales hebdomadaires en présence de plus de 18 512 300 pèlerins provenant du monde entier, et plus de 1 500 audiences privées. Plus de 160 millions de personnes se rendent à Rome pour le voir.
Les raisons de ses nombreux voyages sont sa volonté de montrer le caractère universel de la mission du pape, qui doit parler au monde entier, et doit être un signe visible de l'universalité de l'Église. Il veut aussi permettre aux fidèles de voir le pape, en allant lui-même, « comme le Christ », à leur rencontre, d'autant que beaucoup parmi eux n'ont pas les moyens de se déplacer à Rome.

#### Format des visites apostoliques
Durant ses voyages, il montre une dévotion particulière envers la Vierge Marie, visitant de nombreux lieux lui étant consacrés, dont Lourdes en France par deux fois, Notre-Dame de Banneux en Belgique, Fátima au Portugal, Guadalupe au Mexique, ou encore Notre-Dame de Šiluva en Lituanie. Ces visites ont trois principales motivations : l'attachement personnel de Jean-Paul II envers la Vierge Marie, la volonté de renforcer et populariser les pèlerinages vers des sanctuaires mariaux, et le désir de rappeler la dévotion des catholiques pour la mère du Christ, dévotion qui n'est pas partagée, au même titre, par les protestants.
Ses visites ont la particularité de rassembler des foules gigantesques. Lors de grandes manifestations, comme les Journées mondiale de la jeunesse, le nombre du million de personnes présentes est souvent dépassé.

### Doctrine sociale
Le pontificat de Jean-Paul II a été marqué par un profond engagement social. La dignité de l'homme est l'aspect le plus marquant de sa doctrine au cours de son pontificat.

#### Opposition au communisme
Le système soviétique athée a été critiqué par Jean-Paul II dès le début de son pontificat, même si le communisme avait déjà été condamné par Pie XI en 1937. Selon le pape, la dignité de l'homme lui confère des droits inaliénables. Ce principe le conduit à critiquer les idéologies et les totalitarismes qui vont à l'encontre de cette dignité. Cette opposition au communisme sera renforcée par sa conviction que le communisme nie, selon lui, la vérité tant de Dieu, que la nature humaine. Il affirme ainsi que « La vérité est aussi nécessaire que le charbon ». Au nom de la dignité de l'homme dans le travail, il défendit la création de syndicats libres, qui étaient interdits sous le régime communiste. Il favorisa en Pologne une résistance intransigeante au communisme. Son élection comme pape venu de derrière le rideau de fer, puis son soutien aux dissidents du bloc soviétique, en particulier au syndicat Solidarność et à Lech Wałęsa, ont joué un rôle central dans l’effondrement des régimes communistes d'Europe de l’Est en 1989. Il fut considéré comme l'un des acteurs principaux de la chute du communisme, ce que reconnut Mikhaïl Gorbatchev en 1992 : « Tout ce qui s'est passé en Europe de l'Est au cours de ces dernières années n'aurait pas été possible sans la présence de ce pape, sans le rôle éminent – y compris sur le plan politique – qu'il a joué sur la scène mondiale ».

#### Dénonciation de la pauvreté
Lors d'une visite à Riga en 1993, Jean-Paul II émet « des doutes sérieux sur la validité du capitalisme », et il précise quelques semaines plus tard que le programme socialiste contenait « des graines de vérité » qui ne doivent pas être oubliées, allant jusqu'à évoquer « les bonnes choses réalisées par le communisme ».
Le pape s'est en effet opposé aux inégalités criantes dans le monde. Il rejette l'impérialisme et toutes formes de négation de l'indépendance des nations. Dans ses discours, il s'oppose à des idéologies et politiques telles que le féminisme, l'impérialisme, le relativisme, le matérialisme, le fascisme (y compris le nazisme), le racisme, et l'ultra-libéralisme. À plusieurs reprises, il a dénoncé l'oppression des plus pauvres.

#### Démocratie
L'attitude de Jean-Paul II à l'égard des courants proches du marxisme, et notamment la théologie de la libération, ainsi que sa dénonciation de certains régimes dictatoriaux, tant en Amérique, qu'en Asie, ont favorisé, selon certains, la transition démocratique en Amérique du Sud et en Asie,.
À l’occasion de son voyage au Chili, Augusto Pinochet demanda au pape : « Pourquoi l’Église parle-t-elle sans cesse de démocratie ? Toutes les méthodes de gouvernement se valent. » Jean-Paul II répondit : « Non, le peuple a le droit de jouir de ses libertés fondamentales, même s’il commet des erreurs dans l’exercice de celles-ci »,. Au cours de cette même visite, le pape demanda à Augusto Pinochet, lors d'un entretien en privé avec lui, de démissionner et de rendre le pouvoir à la société civile.

#### Pacifisme
En 1990-1991, Jean-Paul II s'est opposé à la guerre du Golfe en préparation après l'invasion irakienne du Koweït : cette opposition n'a pas été relayée par les médias. En 2003, il s'est opposé à la guerre d'Irak, « une guerre d'agression » dans la mesure où l'Irak n'avait alors attaqué aucun pays.

### Dialogue interreligieux
Le pontificat de Jean-Paul II s’est caractérisé par une intensification des échanges avec les autres religions. Au cours de ses voyages, il a rencontré bon nombre de leurs dignitaires et a prié dans plusieurs de leurs lieux saints. Le pape Jean-Paul II a sensiblement amélioré les relations entre le catholicisme et les autres religions. À plusieurs reprises, il a invité les responsables de toutes les religions à une prière commune pour la paix à Assise : 27 octobre 1986, en 1993 pendant la guerre des Balkans et le 22 janvier 2002, quelques mois après les attentats du 11 septembre 2001.

#### Judaïsme
Jean-Paul II a grandi dans un contexte de culture juive florissante, son intérêt pour elle datant de son enfance,. Il écrit un grand nombre de textes et de discours sur le sujet des relations entre l’Église et les Juifs, rendant hommage aux victimes de la Shoah. Son premier voyage, qui est aussi le premier d’un pape en ce lieu, est à Auschwitz. Il est le premier pape à visiter une synagogue, à la Grande synagogue de Rome en avril 1986,. Il déclare que les juifs sont « nos frères bien-aimés et, d'une certaine manière, […] nos frères aînés ».
En 1993, Jean-Paul II décide de reconnaître l'État d'Israël, établissant pour la première fois des liens diplomatiques officiels avec l'État hébreu, et ceci malgré l'opposition de membres de la Curie qui souhaitaient le règlement de la question palestinienne avant la reconnaissance des relations diplomatiques. Lors d'un colloque le 31 octobre 1997, Jean-Paul II affirme qu'un « examen lucide du passé […] peut démontrer clairement que l'antisémitisme est sans justification aucune et est absolument répréhensible ».
En mars 2000, Jean-Paul II se rend au Mémorial de Yad Vashem, où il retrouve une rescapée qu'il avait secourue, et demande pardon à Dieu pour les actes antisémites commis par les chrétiens. Dans un billet glissé dans une fente du Mur des Lamentations, il demande à Dieu de pardonner pour les torts faits au peuple juif.
La rédaction par une partie des théologiens juifs du document Dabru Emet en 2000, qui affirme qu'« un nouveau dialogue religieux avec les chrétiens n'affaiblirait pas la pratique juive et n'accélèrerait pas l'assimilation des juifs » et affirme la volonté de dialogue théologique avec les chrétiens, montre, pour certains, l'impact du pontificat de Jean-Paul II qui a permis de favoriser l'émergence de ce courant juif dans le développement du dialogue inter-religieux.
Des polémiques émaillèrent le pontificat de Jean-Paul II. Un carmel s'était établi à Auschwitz. Cette fondation fut très critiquée par une partie de la communauté juive. Jean-Paul II finit, après plusieurs années, par ordonner aux religieuses de déménager, afin de pacifier les relations,. De même la canonisation d'Edith Stein, juive convertie au catholicisme, morte à Auschwitz fut décriée, et considérée par certains comme une « récupération » de la Shoah par l'Église, alors que Jean-Paul II, lecteur d'Édith Stein, considérait celle-ci comme exemplaire et sainte.

#### Islam
Jean-Paul II devint le deuxième pape à avoir visité la Turquie en se rendant dans ce pays en novembre 1979.
Le pape effectue une visite les 18-19 août 1985 à Casablanca au Maroc. Il parle devant 80 000 musulmans. Au cours de cette rencontre le pape affirme « nous adorons le même Dieu ». Des réactions négatives dans les pays musulmans suivirent cette rencontre ; l'Iran et l'ayatollah Khomeini ne reconnurent plus le titre de commandeur des croyants au roi Hassan II. Le pape a effectué une visite d’une journée à Tunis le 14 avril 1996. L'assassinat des moines de Tibhirine en mai 1996 ainsi que celui de l'évêque Pierre Claverie ont cependant rendu les relations entre les deux religions plus difficiles.
Il encourage la construction d'une mosquée à Rome, tout en demandant plus de réciprocité dans la liberté de culte des pays musulmans. Les attentats du 11 septembre 2001, conduisent Jean-Paul II à condamner toute forme de violence au nom de Dieu, et affirme que ces attentats n'ont rien à voir avec le vrai islam. Il invita alors à une journée de prière rassemblant toutes les religions et particulièrement les musulmans, voulant éviter de légitimer toute guerre des religions entre chrétiens et musulmans.
En mai 2001, Jean-Paul II est le premier pape à se rendre dans une mosquée. Désireux de se recueillir sur le lieu où se convertit saint Paul, il entre et prie auprès des reliques de saint Jean le Baptiste à la mosquée des Omeyyades à Damas (Syrie).

#### Bouddhisme
Jean-Paul II a rencontré le 14e dalaï-lama, Tenzin Gyatso au Vatican en 1980, 1982, 1986, 1988 et 1990. Plus tard, le 27 janvier 2003, après une audience avec le pape, le dalaï-lama a déclaré lors de sa rencontre avec le président du Sénat italien Marcello Pera : « J'ai dit au pape mon admiration pour ce qu'il a fait pour la paix et l'harmonie religieuse dans le monde ».

### Dialogue œcuménique
Le pontificat est marqué par une volonté de rapprochement avec les églises orientales. Dès le début il se pose en avocat des églises orthodoxes en grande partie contrôlées par le régime communiste. En se proclamant le chef de l'Église silencieuse, il affirme sa défense des églises orientales et occidentales lors de sa première visite en Pologne.
En 1985, il publie l'encyclique Slavorum Apostoli consacré aux saints Cyrille et Méthode, dans laquelle il appelle à un dialogue œcuménique.
Sur le sujet de la primauté du pape, il a proposé aux chrétiens des autres confessions de « chercher, évidemment ensemble, les formes dans lesquelles ce ministère pourra réaliser un service d’amour reconnu par les uns et par les autres » dans l’encyclique Ut Unum Sint (1995).

#### Avec les orthodoxes
En 1999, Jean-Paul II visite la Roumanie avec les personnalités locales de l’Église orthodoxe. Il est d’ailleurs le premier pape à visiter un pays à majorité orthodoxe depuis le schisme de 1054. Au cours de ce voyage, il demande pardon au nom des catholiques pour le sac de Constantinople.
Lors du Jubilé de l'an 2000, il ouvre la Porte Sainte avec le métropolite orthodoxe Athanasios et le primat anglican George Carey, marquant la volonté d'unité des différents chrétiens. Cependant il ne put jamais se rendre en Russie, le patriarche de Moscou, Alexis II, refusant de le rencontrer.
Le 10 juin 2002, il signe avec le patriarche œcuménique Bartholomée Ier de Constantinople la déclaration de Venise « pour le bien de tous les êtres humains et pour la protection de la création », une des premières déclarations communes entre catholiques et orthodoxes depuis le schisme de 1054.
En 2004, lors d'un voyage en Grèce, il offre les reliques de Grégoire de Nazianze, conservées jusque-là au Vatican, au Patriarche Bartholomée Ier de Constantinople dans une logique de réconciliation.
Les tentatives de réconciliation avec les orthodoxes ont aussi été entravées par des conflits de juridictions et de frontières, les Églises uniates réclamant les églises confisquées par les Soviétiques au profit des orthodoxes. Le pape fut critiqué du fait du prosélytisme des catholiques en Russie, conduisant au refus de l'épiscopat russe de le recevoir. Enfin la reconnaissance par le Vatican de l'indépendance de la Croatie fut très mal vécue par les orthodoxes serbes qui considéraient ce pays comme lié à la Serbie.

#### Avec les protestants
En 1983, Jean-Paul II entre dans un temple évangélique luthérien de Rome et y prononce un sermon en allemand, à l'occasion du 500e anniversaire de la naissance de Martin Luther. Aucun pape avant lui n'avait fait un tel geste.
À plusieurs reprises il demande pardon, au nom des catholiques, pour les torts infligés aux autres chrétiens. Ainsi, lors de son voyage en Slovaquie, il se rend devant un monument commémorant l'assassinat de calvinistes par des catholiques.
En 1998, les Églises luthériennes signent avec le Vatican ensemble un texte, la Déclaration commune sur la justification par la foi, sur une conception commune de la « justification par la foi ». Ils parviennent ainsi à un accord sur l'un des points principaux des divergences issues de la réforme de Luther.

### Théologie sur le corps et la sexualité
Jean-Paul II développa une véritable théologie du corps au cours de 129 conférences de 1979 à 1984. Cet enseignement est considéré comme une « bombe à retardement » théologique,. Dans sa catéchèse, Jean-Paul II affirme, en s’appuyant sur une anthropologie biblique, que le corps, créé à l’image de Dieu, a pour vocation première de permettre la communion entre l’homme et la femme, cette communion étant à l’image de la communion des personnes en Dieu. La sexualité ne peut donc pas se réduire à une relation de plaisir, qui réduit l’homme ou la femme à un objet dont on peut se satisfaire. Cette tendance utilitariste est selon Jean-Paul II une conséquence du péché originel. Cependant selon Jean-Paul II, le Christ contribue à restaurer la sexualité à travers le mariage, qui devient donc le lieu indissociable de la sexualité. Le mariage est le lieu de la communion entre deux personnes, à l’image de Dieu. La relation du mariage conduit à une relation de soumission réciproque de l’homme et de la femme, source de sanctification. La sexualité, le don des corps selon Jean-Paul II, dans l’acte conjugal vient donc exprimer et réaliser le don mutuel que les époux font d’eux-mêmes et de toute leur vie. La sexualité exprime donc l’amour, la fidélité et l’honnêteté entre les époux.

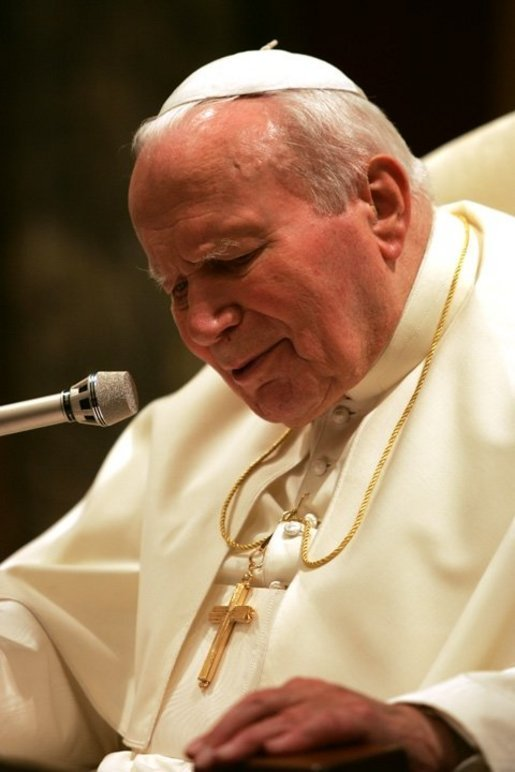
Jean-Paul II discourant après avoir reçu la médaille présidentielle de la Liberté en juin 2004.

Cette conception conduit Jean-Paul II à confirmer l’opposition de l’Église à la contraception. Celle-ci va à l’encontre de la dignité du mariage et du don véritable des époux, et empêche une communion véritable à l’image de Dieu. Dans un entretien avec des scientifiques, il affirme qu’il ne veut pas séparer la sexualité de sa « potentialité procréative », la contraception allant à l’encontre de la vocation de l’homme et de l’ordre dans lequel Dieu l’a créé. Selon Jean-Paul II l’homme n’est pas et ne doit pas être maître de la vie, mais dépositaire de la vie.
Son opposition alla aussi à l’encontre de l’avortement. La vie humaine étant présente dès la fécondation, tout avortement constitue selon lui un meurtre, constituant une atteinte fondamentale tant aux dix commandements « tu ne tueras point », mais aussi à la dignité de l’homme qui est niée.
À plusieurs reprises, il a rappelé l’enseignement de l’Église concernant l’exigence de fidélité conjugale et la recommandation d’éviter les méthodes artificielles de contraception. Ainsi quand on l’interrogea sur la possibilité d’utiliser la contraception pour éviter des avortements, Jean-Paul II affirma que la contraception et l’avortement étaient les deux fruits d’une même plante, qui conduit à nier toute la vocation à l’amour présente dans le mariage.
Il n'a jamais prononcé une seule fois le mot préservatif, mais a par contre insisté de nombreuses fois sur l'efficacité absolue de l'abstinence et de la fidélité contre les maladies sexuellement transmissibles. Cette position fut très vivement critiquée, certains accusant le pape d’être responsable du SIDA en Afrique.
Il s’est fait le défenseur inlassable du droit à la vie, rappelant l’opposition de l’Église à l’avortement, l’euthanasie et à toute forme d’eugénisme. Il a également appelé à une plus ferme condamnation de la peine de mort.
Face aux nouvelles questions de bioéthique et notamment la fécondation artificielle, il publia le document Donum Vitæ. Le document la considère comme « une technique moralement illicite parce qu'elle prive la procréation humaine de la dignité qui lui est propre et conaturelle », ainsi le détachement de la fécondation de l'acte sexuel, tout comme la contraception est là encore critiqué. Il s’opposa à tous les travaux sur les cellules souches embryonnaires, le clonage humain, qu’il considère comme une atteinte à la dignité humaine.
Il a également confirmé la tradition catholique sur le mariage en s'opposant au mariage homosexuel. Il a par ailleurs maintenu l’interdiction de la communion sacramentelle pour les divorcés remariés en raison de leur absence de communion spirituelle préalable avec l'enseignement de l'Église.

### Abus sur mineurs commis par des prêtres
Plusieurs observateurs ont relevé que le Saint-Siège avait tardé à réaliser l’ampleur du problème des abus sexuels commis par des prêtres,. Ces dossiers étaient traités, la plupart du temps, dans les diocèses, ce qui a pu empêcher une prise en compte globale de ce phénomène. Pour Bernard Lecomte, Jean-Paul II, sans être indifférent, a pu être négligent sur ce problème. Les accusations en 1998 contre le père Marcial Maciel Degollado, fondateur des Légionnaires du Christ, n'ont pas été traitées avec suffisamment de moyens et de rapidité,,,. Cette confiance excessive dans la personne du père Marcial Maciel constitue, d'après George Weigel, une erreur de gouvernement du pape. Les allégations d'abus sexuels contre le cardinal Hans Hermann Groër, n'ont pas non plus donné lieu à une enquête immédiate,,. L'habitude de traiter les affaires de mœurs dans la discrétion, une certaine culture du silence qui prévalait sur ces sujets, n'ont pas favorisé l'émergence de la vérité et la reconnaissance publique des souffrances subies par les victimes,. Pour plusieurs vaticanistes, un tournant est pris en 2001, avec le motu proprio Sacramentorum sanctitatis tutela de Jean-Paul II et la lettre De delictis gravioribus (Les Délits les plus graves), envoyée par le cardinal Ratzinger, imposant aux évêques de faire remonter les dossiers d'abus sexuels à Rome,. Une plus grande transparence est alors préconisée,,. En avril 2002, alors que le scandale des abus sexuels de prêtres américains sur des enfants vient d'éclater, Jean-Paul II convoque onze cardinaux, tous venus des États-Unis. À cette occasion, il déclare : « les gens ont besoin de savoir qu’il n’y a pas de place dans la prêtrise et dans la vie religieuse pour ceux qui feraient du mal aux jeunes. » Il ajoute être « profondément peiné » et tient à exprimer sa « solidarité aux victimes des violences sexuelles et à leurs familles, où qu’elles soient ».

### Béatifications et canonisations
Il a redonné une impulsion au culte des saints, en célébrant 1 338 béatifications et 482 canonisations dont 402 martyrs. Il réforme les exigences de la canonisation, en ne demandant qu'un miracle au lieu de deux pour canoniser,. La volonté du Pape était de montrer l'universalité de la sainteté, le concile Vatican II affirmant que tous les chrétiens étaient appelés à la sainteté. Jean-Paul II voulait donc revivifier la dévotion aux saints qui avait été un peu oubliée après le concile Vatican II, la vie des saints étant souvent considérée comme exceptionnelle et éloignée de la réalité quotidienne. Il a recherché par ces nombreuses béatifications et canonisations à démontrer que tous les catholiques étaient appelés à devenir des saints, et ceci quels que soient leurs pays, leurs cultures et leurs origines, montrant par là même l'universalité de l'Église. Ainsi, il béatifia de nombreuses personnes, tant laïcs que prêtres et religieux, montrant que tous les états de vies, le mariage comme la vie religieuse, étaient des formes possibles de la sainteté.

### Catéchisme de L'Église catholique
En octobre 1986, il décide de constituer une commission de cardinaux et d’évêques pour préparer un projet de catéchisme universel romain et en confie la présidence au cardinal Ratzinger. Le cardinal autrichien Christoph Schönborn en sera l’un des principaux rédacteurs. Le Catéchisme de l'Église catholique est approuvé officiellement, le 11 octobre 1992, par le pape qui le considère comme un acte majeur de son pontificat.
La publication du catéchisme de l'Église catholique avait pour objectif de montrer que le catholicisme pouvait rendre compte de la foi, de l'amour qui sont à la base de la vie chrétienne. Dans cet ouvrage sont expliquées la doctrine et la tradition de l'Église catholique. Il place au cœur de l'enseignement de l'Église l'enseignement de la Vérité.

### Liturgie et spiritualité
- Le pape a commencé son pontificat par l'écriture de deux encycliques, Redemptor Hominis et Dives in Misericordia[93], recentrant la foi catholique sur la personne du Christ rédempteur et invitant à approfondir le mystère de la miséricorde de Dieu[94]. En 1986, il complète cette trilogie par l'encyclique Dominum et vivificantem, consacrée à l'Esprit Saint[95],[94].
- Il a institué dans le calendrier liturgique, à partir de l'an 2000 (le jour de la canonisation de Faustine Kowalska), le dimanche de la divine Miséricorde. Celui-ci a lieu une semaine après le dimanche de Pâques[96].
- Il a ajouté, en octobre 2002, 5 nouveaux mystères à la prière populaire du rosaire. Il s'agit des mystères lumineux : le baptême au Jourdain, les noces de Cana, l’annonce du Royaume de Dieu, la Transfiguration, l’institution de l’Eucharistie[97].

### Questions scientifiques

#### Cas de Galilée
Le 10 novembre 1979, à l'occasion de la célébration du centenaire de la naissance d'Albert Einstein, il exprime le désir que des théologiens, des savants et des historiens, animés par un esprit de sincère collaboration, approfondissent l'examen du cas Galilée. Le 3 juillet 1981, il désigne une commission d'étude chargée de réexaminer l'affaire Galilée, afin de reconnaître les erreurs commises par l'Église. Le 31 octobre 1992, il reconnaît les erreurs de la plupart des théologiens dans la condamnation de Galilée en 1633.

#### Théorie de l'évolution
Le 22 octobre 1996, il reconnaît dans un message à l’Académie pontificale des sciences que la théorie de l’évolution est « plus qu’une hypothèse », faisant allusion au qualificatif qu'avait employé Pie XII dans son encyclique de 1950, Humani Generis. Il précise en revanche que les théories qui verraient « l'esprit comme émergeant des forces de la matière vivante ou comme un simple épiphénomène de cette matière sont incompatibles avec la vérité de l'homme » et « incapables de fonder la dignité de la personne ».

#### Rapport entre la foi et la raison
Le 14 septembre 1998, il promulgue l’encyclique Fides et Ratio sur les rapports entre la foi et la raison.

### Écologie
Jean-Paul II a proclamé François d'Assise patron céleste des écologistes en 1979.
Il a abordé la question écologique sous un angle théologique, en associant la « structure de péché » à ce qui blesse la Création de Dieu. Ses interventions les plus remarquées en matière d'écologie sont :
- l'encyclique Redemptor Hominis en 1979, où il met en cause « les structures et les mécanismes financiers, monétaires, productifs et commerciaux qui, appuyés sur des pressions politiques diverses, régissent l'économie mondiale : ils s'avèrent incapables de résorber les injustices héritées du passé et de faire face aux défis urgents et aux exigences éthiques du présent. Tout en soumettant l'homme aux tensions qu'il crée lui-même, tout en dilapidant à un rythme accéléré les ressources matérielles et énergétiques, tout en compromettant l'environnement géophysique, ces structures font s'étendre sans cesse les zones de misère et avec elles la détresse, la frustration et l'amertume[100]. »
- son voyage à Récif en 1980, où, dans une homélie, il exprime son souci de l'avenir de la terre qui sera léguée aux générations futures ;
- son appel en faveur du Sahel en 1985 ;
- son allocution à un congrès de cosmologie le 6 juillet 1985, où il affirme la nécessaire prise de conscience d’une coresponsabilité à l’échelle mondiale pour la sauvegarde la planète ;
- son message pour la journée de la paix, le 1er janvier 1990, où il associe l’écologie à la sauvegarde de la paix entre les peuples[101].

Dans l'encyclique Centesimus Annus, en 1991, il évoque encore la question écologique :

« À côté du problème de la consommation, la question de l'écologie, qui lui est étroitement connexe, inspire autant d'inquiétude. L'homme, saisi par le désir d'avoir et de jouir plus que par celui d'être et de croître, consomme d'une manière excessive et désordonnée les ressources de la terre et sa vie même. À l'origine de la destruction insensée du milieu naturel, il y a une erreur anthropologique, malheureusement répandue à notre époque. L'homme, qui découvre sa capacité de transformer et en un sens de créer le monde par son travail, oublie que cela s'accomplit toujours à partir du premier don originel des choses fait par Dieu. Il croit pouvoir disposer arbitrairement de la terre, en la soumettant sans mesure à sa volonté, comme si elle n'avait pas une forme et une destination antérieures que Dieu lui a données, que l'homme peut développer mais qu'il ne doit pas trahir. Au lieu de remplir son rôle de collaborateur de Dieu dans l'œuvre de la création, l'homme se substitue à Dieu et, ainsi, finit par provoquer la révolte de la nature, plus tyrannisée que gouvernée par lui. »

Le 12 juin 1999, dans une homélie à Zamosc (Poligne), il déclare « La beauté de cette terre me pousse à invoquer sa préservation pour les générations futures (…) Je m’adresse en particulier à ceux auxquels a été confiée la responsabilité de ce pays et de son développement, les invitant à ne pas oublier le devoir de le protéger contre la destruction écologique ! Qu’ils préparent des programmes pour la protection de l’environnement et qu’ils veillent à leur application efficace ! Qu’ils adoptent surtout des comportements de respect pour le bien commun, pour les lois de la nature et de la vie ! ».  
En 2001, lors d'une audience générale, il a appelé à une « conversion écologique », soulignant que « Ce qui est en jeu n'est donc pas seulement une écologie « physique », attentive à sauvegarder l'habitat des divers êtres vivants, mais également une écologie « humaine » qui rende plus digne l'existence des créatures ».
Le 10 juin 2002, il a signé avec le patriarche œcuménique Bartholomée Ier de Constantinople la déclaration de Venise « pour le bien de tous les êtres humains et pour la protection de la création », une des premières déclarations communes entre catholiques et orthodoxes depuis le schisme de 1054. Cette déclaration fixe six objectifs éthiques.

## Procédure de béatification et canonisation

### Béatification

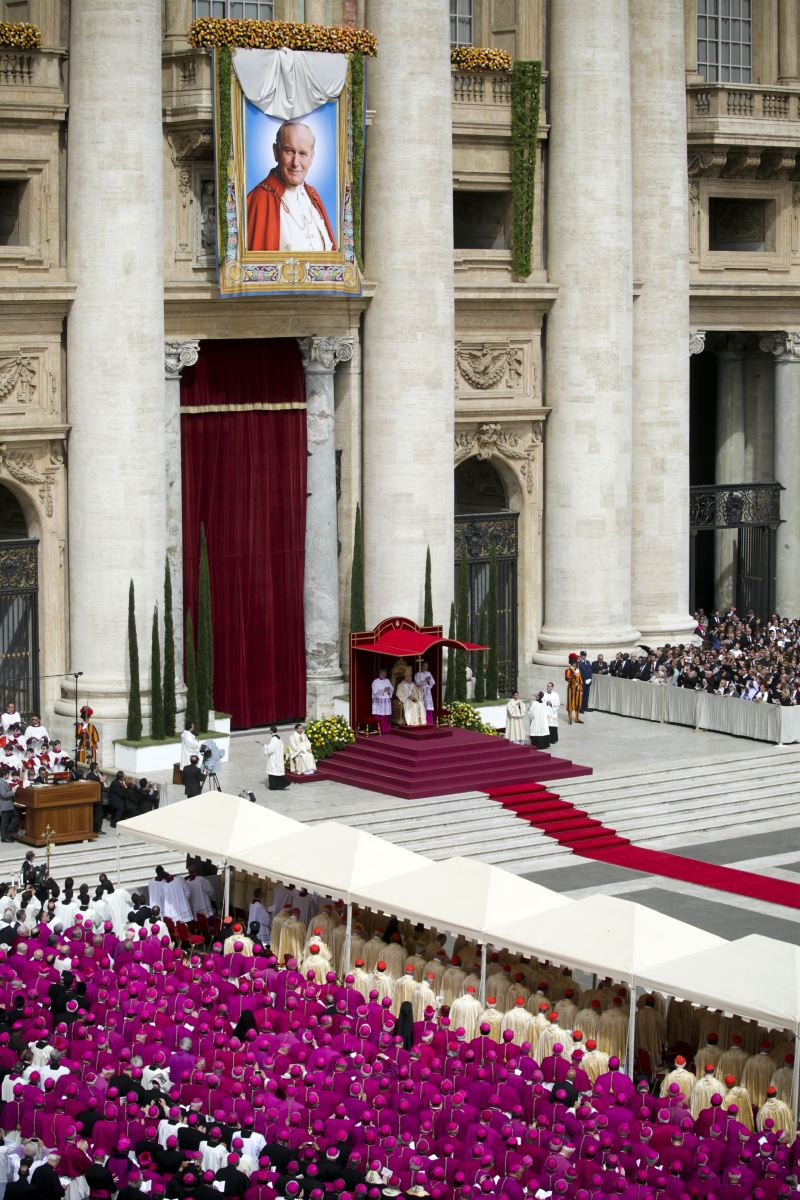
Béatification de Jean-Paul II le 1 mai 2011.

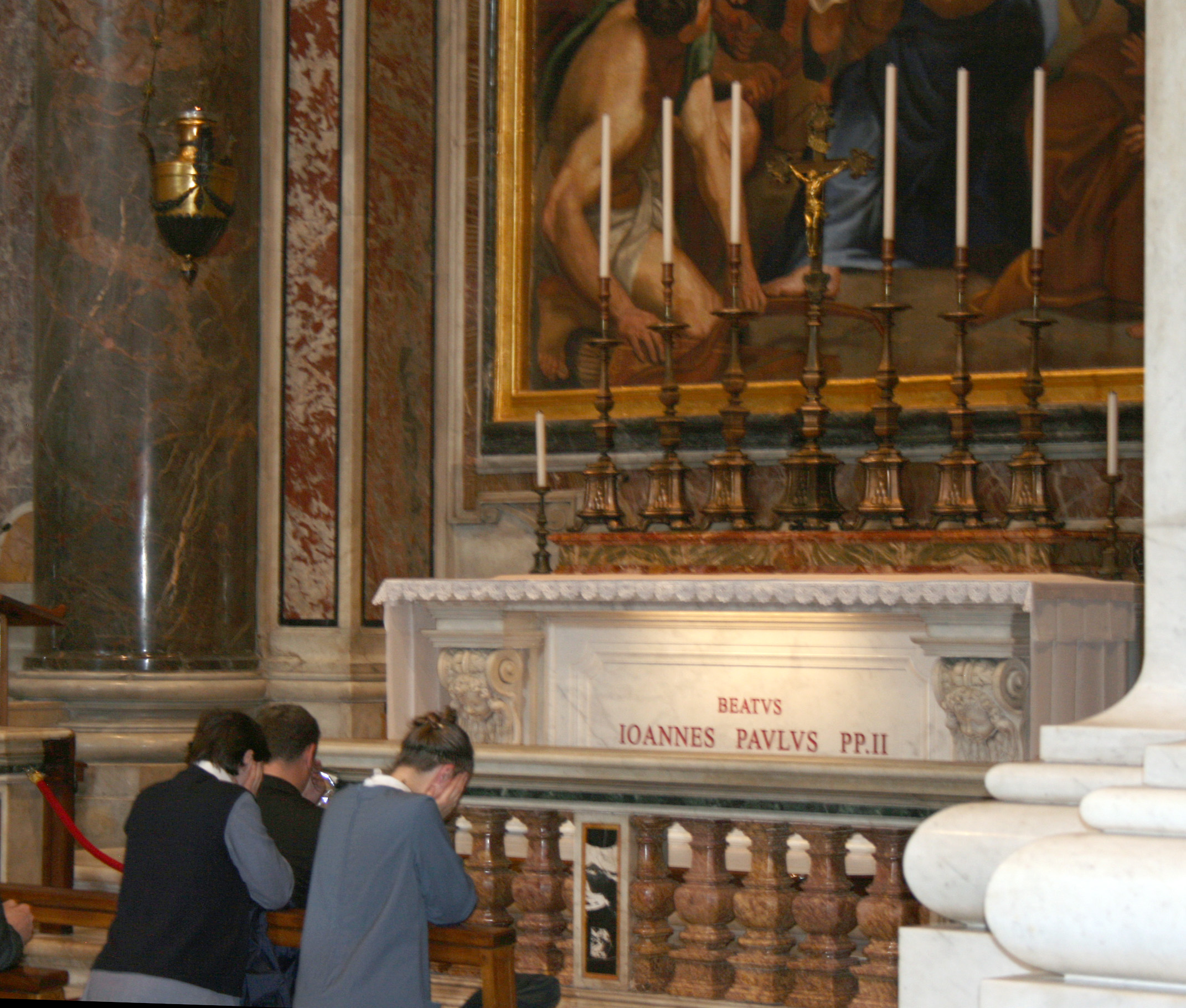
Tombeau de Jean-Paul II dans la chapelle Saint-Sébastien de la basilique Saint-Pierre de Rome depuis le 5 mai 2011.

Le 8 avril 2005, lors des funérailles de Jean-Paul II, présidées par le doyen du collège cardinalice Joseph Ratzinger, une partie de la foule scande en italien « Santo subito! » « saint tout de suite », appuyant cette demande par des calicots écrits en grandes lettres rouges. Le futur pape Benoît XVI, alors encore cardinal Ratzinger et responsable de l'office religieux, n'a pas répondu immédiatement à ces souhaits d'autant plus que ce mouvement était mûrement préparé et non spontané : l'exécuteur testamentaire de Jean-Paul II Stanisław Dziwisz a joué un rôle non négligeable et des banderoles étaient faites par le Mouvement des Focolari.
Le cardinal Camillo Ruini, vicaire de l'évêque de Rome, demande que la cause de Jean-Paul II soit introduite sans attendre la fin du délai de cinq ans après sa mort. Le 13 mai 2005, soit 24 ans jour pour jour après l’attentat de la place Saint-Pierre, et seulement 41 jours après la mort du pape, son successeur Benoît XVI, élu le 19 avril, dispense la cause en béatification de Jean-Paul II du délai de cinq ans.
C'est Jean-Paul II lui-même qui avait ramené de trente ans (code de droit canonique de 1917) à cinq ans après la mort du candidat le délai requis pour l’ouverture d’une cause. Mais il avait aussi fait une exception à cette règle en autorisant, en 1999, l'ouverture du procès diocésain de Mère Teresa deux ans seulement après sa mort. Antoine de Padoue a été canonisé un an après sa mort, mais depuis que le pape Sixte Quint a instauré, en 1588, la procédure moderne de canonisation, jamais aucune cause n’a été ouverte aussi vite que celle de Jean-Paul II. C'est Sławomir Oder qui est nommé postulateur de la cause en béatification du pape défunt.
Quelques théologiens s'opposent au processus de canonisation. En octobre 2007, onze théologiens parmi lesquels le jésuite espagnol José María Castillo Sánchez (es) et l'Italien Giovanni Franzoni, énoncent sept points d'opposition qui incluent les dernières considérations de Jean-Paul II sur la contraception et le rôle des femmes au sein de l'Église catholique. On relève également des critiques concernant la couverture des affaires de pédophilie de prêtres catholiques, les négociations financières opaques avec la banque Ambrosiano et les sanctions contre une centaine de théologiens catholiques.
En novembre 2009, la congrégation pour les causes des saints valide « l'héroïcité des vertus » du défunt pape. Le 19 décembre 2009, le pape Benoît XVI proclame le décret reconnaissant son prédécesseur comme vénérable.
Le 14 janvier 2011, la guérison de la maladie de Parkinson d'une religieuse du diocèse d'Aix-en-Provence, sœur Marie Simon-Pierre, est reconnue comme un miracle, et le Vatican annonce sa décision de béatifier Jean-Paul II,. La béatification a lieu le 1er mai 2011, place saint Pierre, à l'occasion du dimanche de la divine Miséricorde célébré par Benoît XVI devant plus d'un million de fidèles, parmi lesquels beaucoup de Polonais. Le cercueil de Jean-Paul II, retiré de la crypte vaticane le 29 avril 2011 pour être exposé au public dans le chœur principal de la basilique Saint-Pierre de Rome, est ré-inhumé, le 2 mai 2011, dans la chapelle Saint-Sébastien de cette basilique, à la place précédemment occupée par Innocent XI. La canonisation de Jean-Paul II peut donc avoir lieu si une autre guérison miraculeuse, postérieure à la béatification, est authentifiée,.

### Canonisation

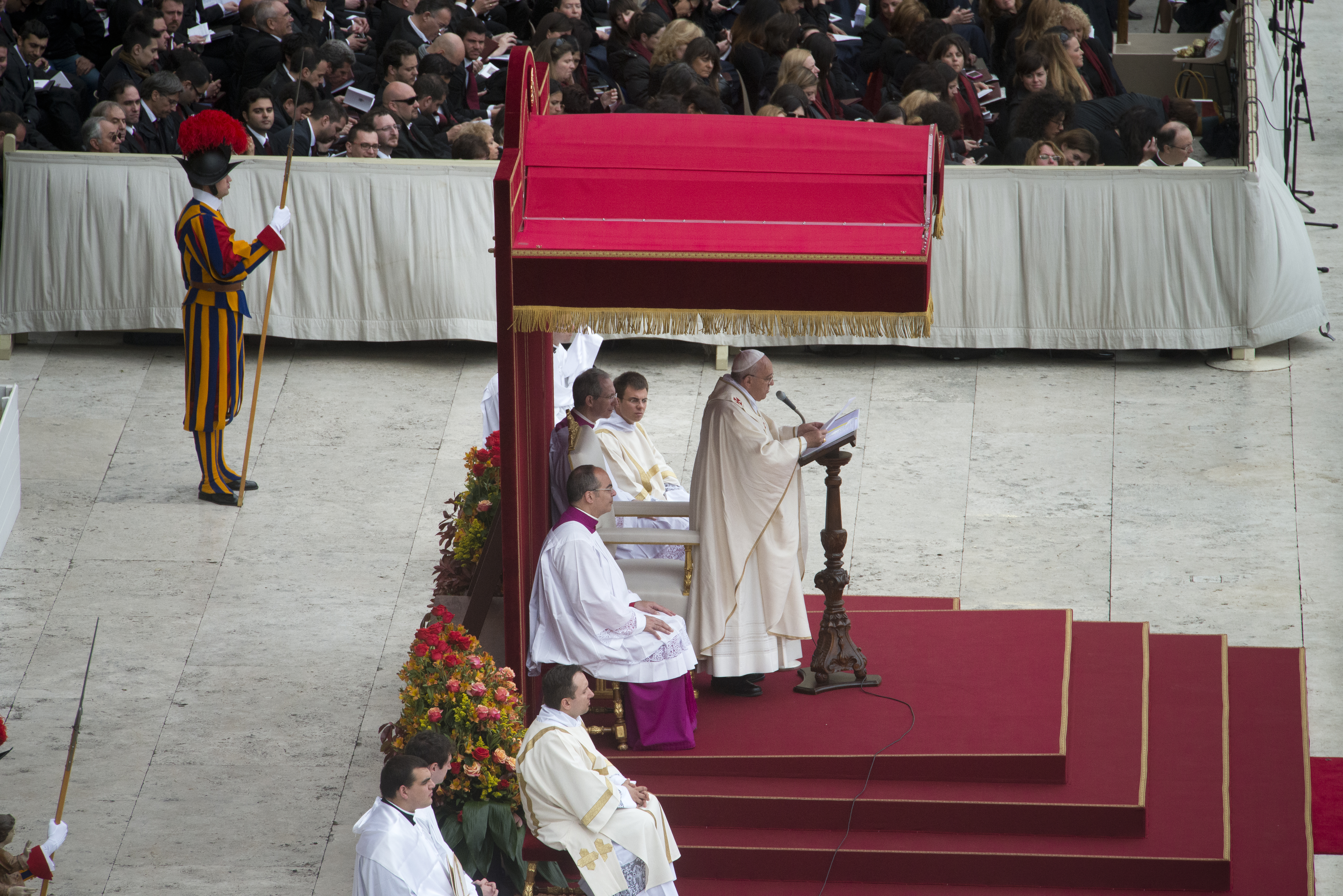
Canonisation des bienheureux Jean XXIII et Jean-Paul II par le pape François.

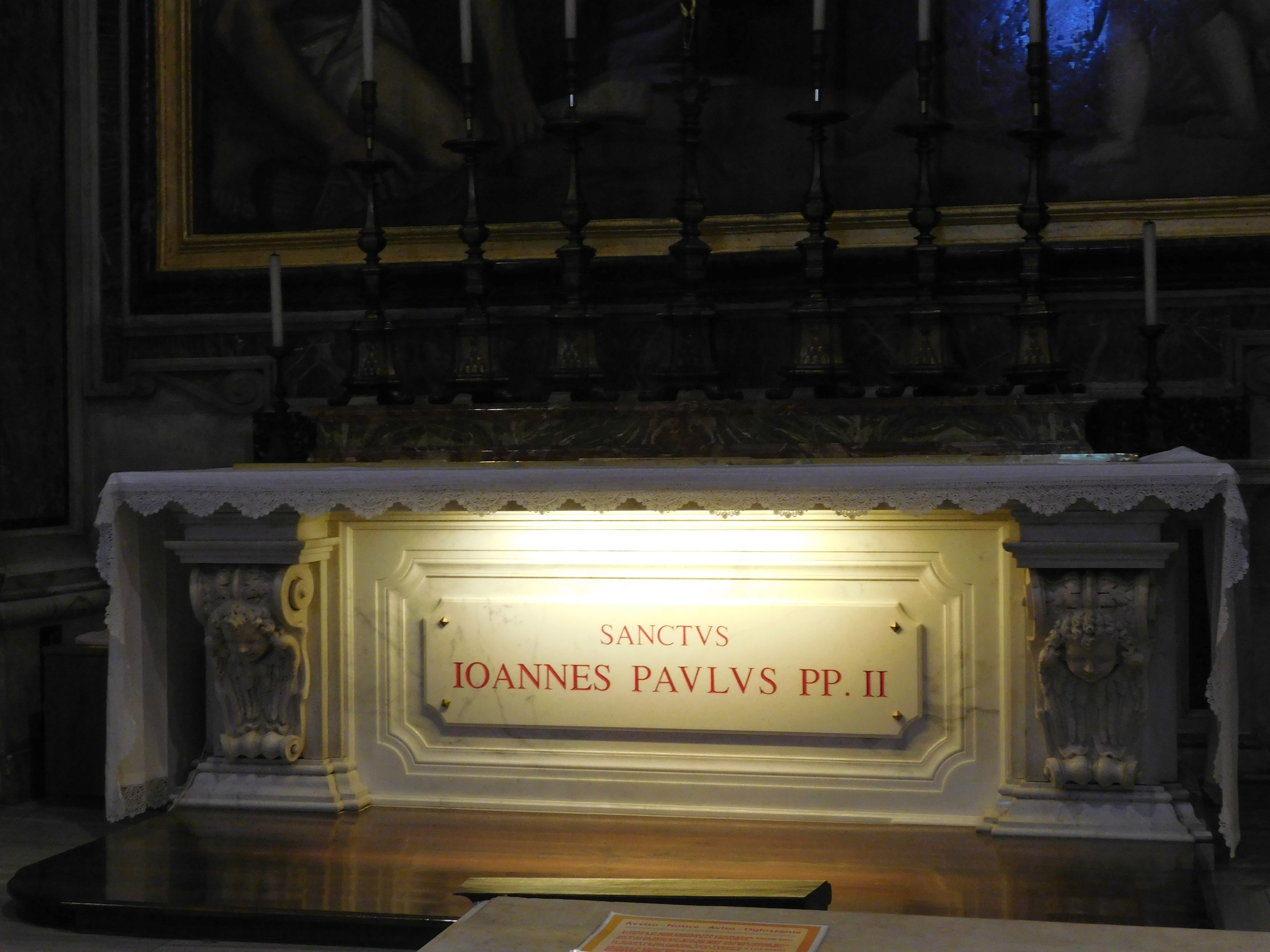
Tombeau de Jean-Paul II dans la chapelle Saint-Sébastien de la basilique Saint-Pierre de Rome, dont le nom est modifié depuis sa canonisation.

Le 23 avril 2013, la commission de sept médecins de la Congrégation pour les causes des saints reconnaît le caractère scientifiquement inexplicable d'une guérison attribuée à Jean-Paul II. Il s'agit de Floribeth Mora Diaz, avocate costaricienne, atteinte d'une maladie incurable, plus précisément d'une lésion cérébrale, qui aurait été guérie dans la soirée du 1er mai 2011, le jour de la béatification de Jean-Paul II.
La commission des théologiens a reconnu le caractère scientifiquement inexpliqué de cette guérison le 18 juin 2013, selon la presse italienne.
Le 2 juillet 2013, les évêques et cardinaux membres de la Congrégation pour les causes des saints se réunissent en assemblée plénière pour évoquer différents cas de béatifications et de canonisations. Dès le 5 juillet suivant, le pape François autorise la congrégation à promulguer le décret permettant la canonisation des bienheureux Jean-Paul II et Jean XXIII. Lors du consistoire convoqué le 30 septembre 2013, le pape fixe la date de la cérémonie de canonisation de ses deux prédécesseurs au 27 avril 2014, dimanche de la divine Miséricorde, fête instituée par Jean-Paul II, fixée par lui au deuxième dimanche de Pâques, et au cours duquel il meurt le 2 avril 2005.
Le 13 avril 2014, lors de la messe des Rameaux, le pape François le nomme saint patron des Journées mondiales de la jeunesse.
Le 27 avril 2014, lors de la messe du dimanche de la divine Miséricorde, le pape François préside la cérémonie de canonisation conjointe des papes Jean XXIII et Jean-Paul II. C'est la première fois dans l'histoire de l’Église qu'une double canonisation de papes a lieu en présence de deux papes vivants, François, qui préside la cérémonie, accompagné de son prédécesseur Benoît XVI. Jean-Paul II est fêté le 22 octobre, date de son intronisation pontificale.

### Autres reconnaissances
En 2005, il est lauréat du prix international Charlemagne d'Aix-la-Chapelle.
Avant son enterrement, la crypte du Vatican recevait 1 000 visites par jour. Depuis, le chiffre approche les 2 000 visites.
En France, en 2015, 11 établissements scolaires portent son nom.
Devant la cathédrale, la place du Parvis-Notre-Dame de Paris s’appelle depuis 2006 « parvis Notre-Dame - place Jean-Paul-II » par décision du maire de Paris Bertrand Delanoë.
Il en va de même pour le parvis des cathédrales de Metz, Nancy (visitées toutes les deux par le pape en 1988) et de Cambrai, et celui de l'église Notre-Dame des Mineurs à Waziers et de la basilique Saint-Sernin à Toulouse. La place jouxtant la cathédrale d'Évry (qu'il avait visitée le 22 août 1997), initialement appelée « clos de la Cathédrale », porte le nom de « square Jean-Paul-II ».
Une statue en bronze de 9 mètres de haut du pape Jean-Paul II a été offerte à la ville de Ploërmel, dans le Morbihan, par l'artiste russe Zurab Tsereteli, nommé citoyen d'honneur de la ville. Cette œuvre d'art, installée au centre-ville, place Saint Jean-Paul II, a été inaugurée le dimanche après-midi 10 décembre 2006 en présence de 2 000 personnes. La subvention du conseil général du Morbihan pour ce monument a été annulée par le tribunal administratif de Rennes, à la suite d'un recours de membres de la Libre Pensée du Morbihan. La même statue (mais non surmontée d'une croix) du même artiste a été inaugurée le 25 octobre 2014 à Paris près de la cathédrale Notre-Dame en présence de la maire de Paris, Anne Hidalgo, de l'ancien maire de Ploërmel, Paul Anselin et de l'artiste russe, Zourab Tsereteli.
Une autre statue en bronze de 3 mètres et de 7 tonnes de Jean-Paul II a été érigée le 5 octobre 2011 sur le parvis de la basilique de Fourvière à Lyon en mémoire de son passage le 5 octobre 1986. Elle a été intégralement financée par le mécénat et la fondation Fourvière à hauteur de 200 000 €.
La maison où il se rendait d'habitude en été pour ses vacances, aux Combes d'Introd, en Vallée d'Aoste, est devenue aujourd'hui un musée. Elle témoigne de son amour pour la montagne, qu'il considérait être l'endroit idéal pour la réflexion et la prière.
À Nice, depuis le 23 octobre 2010, la place sise devant le monastère franciscain de Cimiez porte le nom de Jean-Paul II et est ornée d'un buste le représentant.
Une rose portant son nom lui est dédiée en 2006.
De nombreuses reliques du pape (morceaux de soutane maculés de sang provenant de la tentative d'assassinat en 1981) sont données à des villes de pèlerinage comme Paray-le-Monial, Sainte-Anne-d'Auray ou Lourdes. D'autres reliques itinérantes (morceaux de soutane, mèche de cheveux) sont soumises à la vénération ostentatoire.
En 2010 est fondé le sanctuaire Saint-Jean-Paul-II de Cracovie, centre religieux consacré à Jean-Paul II.
Le 18 mai 2020, jour de la réouverture du Vatican, fermé en raison de la pandémie de Covid-19, le pape François célèbre une messe pour le centenaire de la naissance de Jean-Paul II.

## Divers
- Le père Stanisław Dziwisz fut le secrétaire personnel de Jean-Paul II pendant tout son pontificat. Le pape le nomma en 1998 évêque et préfet adjoint de la maison pontificale, puis en septembre 2003 archevêque titulaire de San-Leone-en-Calabre (de).
- Le bienheureux Guillaume-Joseph Chaminade, né à Périgueux (Dordogne) le 8 avril 1761 et mort à Bordeaux le 22 janvier 1850, prêtre religieux français, fondateur de la Société de Marie (Marianistes), a été béatifié le 3 septembre 2000 par Jean-Paul II.
- La béatification du père Jacques-Désiré Laval, né à Croth en Normandie, fut la première de Jean-Paul II. Il plaça son pontificat sous la protection de cet humble missionnaire.
- Selon un article de février 2002 du New York Post, Jean-Paul II a procédé personnellement à trois exorcismes pendant son pontificat. Le premier exorcisme qu’il a conduit a eu lieu en 1982 sur une femme qui se convulsait sur le sol. Le deuxième a eu lieu en septembre 2000 quand il a pratiqué le rite sur une femme de 19 ans qui était devenue furieuse sur la place Saint-Pierre. Un an plus tard, en septembre 2001, il a exorcisé une femme de 20 ans.
- Jean-Paul II avait été créé cardinal par le pape Paul VI en 1967. À sa mort, il était donc le prélat le plus ancien ayant reçu la dignité cardinalice, aucun autre cardinal n’ayant alors autant d’ancienneté.
- Au début de son pontificat et conformément à l'orthographe latine, le double prénom Jean Paul s'écrivit quelque temps sans trait d'union. Lorsque le site du Vatican utilisa ce trait d'union sur la partie francophone de son site, cette nouvelle orthographe s'imposa peu à peu.
- La Maison-musée Jean-Paul II, située à Introd rappelle les nombreuses vacances d'été du pape dans la localité.
- Neuf jours après le décès du pape, le maire de Cholet (Maine-et-Loire), décide de renommer la rue du Commerce en rue Jean-Paul-II et ce fut la première rue à porter son nom en France.
- Le 7 novembre 1982, Jean-Paul II préside une messe au sein du Camp Nou, stade de football où évolue le FC Barcelone. À cette occasion, il devient officiellement un « socio » du club catalan[132].

## Armoiries
Armes de Karol Józef Wojtyła, cardinal
| Blason | Blasonnement : D'azur à la croix de sable décentrée à dextre et accompagnée dans le canton en pointe senestre du « M » marial de sable. Totus Tuus « Tout à toi » |

Armes de saint Jean-Paul II, pape
| Blason | Blasonnement : D'azur à la croix d'or décentrée à dextre, accompagnée dans le canton en pointe senestre du « M » marial d'or. Totus tuus ego sum, Maria « Je suis tout à toi, Marie » |

## Décorations

### Ordres pontificaux
- Grand maître de l'ordre du Christ.
- Grand maître de l'ordre de l'Éperon d'or.
- Grand maître de l'ordre de Pie IX.
- Grand maître de l'ordre de Saint-Grégoire-le-Grand.
- Grand maître de l'ordre de Saint-Sylvestre.

### Décorations étrangères
- Médaille présidentielle de la Liberté (États-Unis).
- Chevalier de l'ordre de l'Aigle blanc (Pologne).
- Chevalier de l'ordre de l'Ecce Homo (Pologne).
- Chevalier de l'ordre du Sourire (Pologne).

## Œuvres
Jean-Paul II a prononcé 20 351 discours pendant son seul pontificat dont 3 438 hors d'Italie. Ses écrits et textes de discours représentent plus de 80 000 pages (soit environ 40 fois le volume de la Bible).
Les seuls écrits officiels de Jean-Paul II représentent 55 volumes auxquels il faut ajouter des publications à titre personnel et sans doute des milliers de lettres et documents privés divers.

### Encycliques
Jean-Paul II a écrit 14 encycliques :
- Ecclesia de Eucharistia, 17 avril 2003, sur l'Eucharistie dans son rapport à l'Église ;
- Fides et Ratio, 14 septembre 1998, sur les relations entre la foi et raison ;
- Ut Unum Sint, 25 mai 1995, sur l'engagement œcuménique ;
- Evangelium vitæ, 25 mars 1995, sur la valeur et l'inviolabilité de la vie humaine ;
- Veritatis Splendor, 6 août 1993, sur l'enseignement moral de l'Église (publié en France) ;
- Centesimus Annus, 1er mai 1991, mise à jour de Rerum Novarum, sur les connaissances et l'organisation sociale ;
- Redemptoris Missio, 7 décembre 1990, sur la valeur permanente du précepte missionnaire ;
- Sollicitudo Rei Socialis, 19 février 1988, sur la question sociale, à l'occasion des 20 ans de Populorum progressio ;
- Redemptoris Mater, 25 mars 1987, sur la place de la Vierge Marie dans la foi ;
- Dominum et Vivificantem, 30 mai 1986, sur l'Esprit Saint dans la vie de l'Église et du monde ;
- Slavorum Apostoli, 2 juillet 1985, sur saints Cyrille et Méthode ;
- Laborem Exercens, 14 septembre 1981, sur le travail humain ;
- Dives in Misericordia, 2 février 1980, Sur la miséricorde divine ;
- Redemptor Hominis, 4 mars 1979, sur la dignité humaine.

### Autres écrits
Jean-Paul II a écrit :
- 15 exhortations apostoliques[133] ;
- 12 constitutions apostoliques[134] ;
- 28 motu proprio[135] ;
- 42 lettres apostoliques[136],[137] ;
- 26 lettres aux prêtres pour le Jeudi Saint[138].

### Livres

#### En tant que Karol Wojtyła, sous son nom ou sous le pseudonyme Andrzej Jawień
- Frère de notre Dieu (1944-50) et Écrits sur le théâtre, éditions Cana/Jean Offredo et éditions du Cerf, 1983, 157 p  (ISBN 978-2-204-01967-5) (Cerf)  (ISBN 978-2-86335-037-9) (Cana).
- La Boutique de l’orfèvre, en 1960, traduit aux éditions Cana/éditions du Cerf, 1983, 157 p  (ISBN 978-2-204-01455-7).
- Personne et acte, éditions Bayard, 1983  (ISBN 978-2-227-31054-4).
- Amour et responsabilité, éditions Stock, 1985 et 1998  (ISBN 978-2-234-01877-8).
- Rayonnement de la paternité, en 1964, traduit aux éditions du Cerf, 2014  (ISBN 978-2-204-10310-7).
- Famille et communion des personnes, en 1974, traduit aux Éditions Pierre Téqui, 2016  (ISBN 978-2-7403-1891-1).

#### Depuis son élection sous la signatureJean-PaulII
- À l’image de Dieu Homme et Femme : une lecture de Genèse 1-3, les éditions du Cerf, 1981  (ISBN 978-2-204-01577-6).
- Jeunes mes amis : le pape Jean-Paul II parle à la jeunesse du monde, éditions Lito, 1982  (ISBN 978-0-340-27966-3).
- Mémoire et identité : Conversations au passage entre deux millénaires, François Donzy (traduction), Flammarion, 2005, coll. « Divers sciences », 217 p.  (ISBN 978-2-08-210502-6).
- Message pour demain, Presses du Châtelet, 2005, 60 p.  (ISBN 978-2-84592-120-7).
- Entrez dans l’Espérance, avec Vittorio Messori, 1994, Rééd. Pocket, 2003, 331 p.  (ISBN 978-2-266-14091-1).
- Homme et femme il les créa : une spiritualité du corps, Cerf, 2004, Documents d’Église, 694 p.  (ISBN 978-2-204-07589-3).
- Jean-Paul II parle aux enfants, illustrations de Giulia Orecchia, Flammarion, 2004, Albums jeunesse, 84 p.  (ISBN 978-2-08-162639-3).
- À vous les jeunes. Paroles d’un père spirituel, en coll. avec sœur Joëlle-Marie Micaud (commentaires), Saint-Augustin, 2004, 108 p.  (ISBN 978-2-88011-343-8).
- Le rosaire de la Vierge Marie, Éditions Salvator, 2002, 52 p.  (ISBN 978-2-7067-0334-8).
- Triptyque romain. Méditations, 2003, la version italienne de Grażyna Miller publiée par l’Édition de Vatican, 49 p.  (ISBN 978-88-209-7451-0).
- Levez-vous ! Allons !, François Donzy (traduction), Pierre-Marie Varennes (traduction), Pocket, 2005, 182 p.  (ISBN 978-2-266-14924-2).
- Testament spirituel, Éditions Salvator, 2005  (ISBN 978-2-7067-0404-8).
- Ma vocation : don et mystère (à l’occasion du 50e anniversaire de mon ordination sacerdotale), Bayard éditions/Cerf/Fleurus-Mame/Tequi, 1996  (ISBN 978-2-7403-0425-9).
- Mes prières pour chaque jour de l’année, Plon/Mame, édition 1996 : 604 p  (ISBN 978-2-259-01412-0).
- Mon livre de méditations, textes choisis par Krzysztof Dybciak, Claude-Henry du Bord et Christophe Jezewski (traduction), 287 p., Éditions du Rocher, 2004  (ISBN 2268 050 22 X).
- Les gémissements de la Création - Vingt textes sur l'écologie, Parole et silence, 126 p., 2006  (ISBN 978-2-84573-413-5).
- Mon dernier livre de méditations pour le troisième millénaire, textes choisis par Krzysztof Dybciak sous l'autorité du Saint-Siège, Claude-Henry du Bord et Christophe Jezewski (traduction), 348 p., Éditions du Rocher, 2008  (ISBN 978 2268 06512 0).

#### Poèmes
- Triptyque romain (édition originale : Trittico romano. Meditazioni traduit par Grazyna Miller - éditions du Cerf, 2003, 64 pages)

### Disques

#### En tant que Karol Wojtyła
- Karol Wojtyla Poesie, poèmes de Karol Wojtyla, musiques d'accompagnement écrites par Jean-Pierre Stora, dits en italien par Giulietta Masina et Romolo Valli, 1979
- Karol Wojtyla Poèmes, poèmes de Karol Wojtyla, musiques d'accompagnement écrites par Jean-Pierre Stora, dits en français par Judith Magre et Sébastien Lemoine, 2020

## Œuvres surJean-PaulII

### Films
- 2005 : La Vie de Jean-Paul II, de Lorenzo Minoli & Judd Parkin.
- 2005 : Jean-Paul II, L'empreinte d'un géant, de Daniel Costelle et Isabelle Clarke, éd. Nouveau Monde (DVD).
- 2005 : Karol, l'homme qui devint pape (Karol, un uomo diventato Papa), de Giacomo Battiato, tiré d'un livre de Gian Franco Svidercoschi[139].
- 2006 : Karol, Pape resté humain, de Giacomo Battiato.
- 2008 : Les Toilettes du pape (El Baño del Papa), d'Enrique Fernández et César Charlone.

#### Biographie filmographique
Parmi quelques autres, le téléfilm Karol, l'homme qui devint pape, de Giacomo Battiato, racontant la vie de Karol Wojtyla à partir de ses 18 ans dans la Pologne en guerre et jusqu'à sa mort. La prestation de Piotr Adamczyk dans le rôle de Jean-Paul II est assez étonnante, notamment par les transformations physiques majeures de l'acteur pendant le déroulement chronologique du film (vieillissement du visage et du corps).
Après sa première présentation et projection au Vatican avec le réalisateur et les acteurs, le pape Benoît XVI a qualifié le film de « véritable encyclique » et a déclaré « Le film montre des scènes et des épisodes dont le réalisme suscite chez le spectateur un frisson d'horreur instinctif et le poussent à réfléchir sur les abîmes de cruauté qui peuvent se cacher dans l'âme de l'homme. Dans le même temps, la révocation de telles aberrations ne peut manquer de raviver en chaque personne ayant des sentiments justes l'engagement à faire tout ce qui est en son pouvoir afin que ne se répètent jamais plus des épisodes de barbarie si inhumaine » en parlant de l'Europe et de la Pologne en guerre.
En 2016, la série The Young Pope de Paolo Sorrentino s'inspire partiellement de la personnalité de Jean-Paul II pour élaborer le personnage de Lenny Belardo (Jude Law), devenu pape sous le nom de Pie XIII. Comme Jean-Paul II, ce personnage se distingue par sa jeunesse au moment de son élection au pontificat, et par certaines particularités de son mode de vie : il a ainsi l'habitude de faire son jogging en survêtement, ce qui embarrasse son entourage (cette activité ne s'accordant pas avec la dignité papale). Dans la réalité, cette habitude était partagée par Jean-Paul II qui avait pour coutume de faire son jogging dans les jardins du Vatican : l'allure décontractée du Saint-Père obligeait alors la sécurité à redoubler de vigilance pour qu'il ne soit pas aperçu dans cette tenue autre que la traditionnelle soutane blanche. Sa santé déclinant, Jean-Paul II devra abandonner certaines de ses activités sportives.
Dans la série The New Pope (2020), le successeur indirect de Pie XIII, John Brannox (John Malkovitch), prend le nom de Jean-Paul III.

### Documentaires
- 2001 : Un Pape pour l'Histoire Jean-Paul II d'après l'œuvre de George Weigel. Commandant L.L.C 2001
- 2006 : Jean-Paul II - Sa vie, son pontificat produit par le Centre de télévision du Vatican [distr. HDH Communications].
- 2011 : Jan Paweł II. Szukałem Was… (Jean-Paul II. Je vous ai cherché), long métrage polonais réalisé par Jarosław Szmidt sur un scénario écrit avec Mariusz Wituski
- 2020 : Christiane Ratiney, Jean-Paul II, le triomphe de la réaction, collection « les coulisses de l'histoire ».
- 2023 : Secrets d'Histoire - Jean-Paul II, l'athlète de Dieu, docufiction historique présenté par Stéphane Bern et produit par Julien Poinot.

### Bande dessinée
- 2019 : Jean-Paul II : N’ayez pas peur par Dobbs, Bernard Lecomte et Fabrizio Fiorentino (Glénat, collection Un pape dans l'Histoire)

### Théâtre
- N’ayez pas peur de Robert Hossein et Alain Decaux, avec la collaboration de Jean-Michel Di Falco et de Bernard Lecomte, au Palais des Sports de Paris, du 21 septembre au 5 décembre 2007.
- Jean Paul II Santo Subito[142] de l'abbé Pierre Amar, du Padreblog, Éditions Parole & Silence, Lethielleux[143] et réédité en janvier 2016 aux Éditions Artège[144].

### Comédie musicale
- Jean-Paul II de Michel Olivier Michel produite par l'association Revelateur. À Paris les 11, 12 et 13 novembre 2011, et les 24 et 25 mars 2012. Une comédie musicale avec plus de 50 jeunes chanteurs, danseurs, acteurs sur scène.

### Discographie
- En 1980, Jean-Pax Méfret compose Le messager, dans lequel il chante le rôle du Pape dans la chute du communisme.
- Pierre Bachelet en 1986 composa L'Homme en blanc, hommage à tous les voyages de Jean-Paul II dans le monde.
- Christine Baud, Jean-Paul II, le messager de la paix. Récit pour enfant de la vie de Jean-Paul II. [distribué par les Éditions des Béatitudes]
- Chanson hommage à Jean-Paul II, Un berger de Pologne (vêtu de blanc), texte de Michel Jourdan, musique de Jean-Pierre Stora et Georges Nawrocki

### Iconographie
- Le tableau Double éclairage sur Occident (Vélasquez et Picasso) du peintre Herman Braun-Vega est une appropriation du tableau Les Ménines de Vélasquez dans laquelle le pape Jean-Paul II se substitue au roi d'Espagne Philippe IV[145].